# محافظة الغربية
محافظة الغربية هي إحدى محافظات جمهورية مصر العربية، تقع في قلب دلتا نهر النيل بين فرعي دمياط ورشيد، يحدّها من الشمال محافظة كفر الشيخ ومن الجنوب محافظة المنوفية ومن الشرق محافظتا القليوبية والدقهلية ومن الغرب محافظة البحيرة، مشكلة بذلك نقطة التقاء استراتيجية في الدلتا. تبلغ مساحتها قرابة 1943 كيلومترًا مربعًا، أي أقل من 1% من مساحة الجمهورية. عاصمتها مدينة طنطا التي تشتهر بوجود مسجد السيد البدوي، وأكبر مدنها المحلة الكبرى قلعة صناعة الغزل والنسيج في مصر. يتوزع سكانها البالغ عددهم أكثر من خمسة ملايين نسمة على ثماني مدن وثمانية مراكز إدارية فيها سبعون وحدة محلية قروية بكثافة سكانية تتجاوز 2760 نسمة في الكيلومتر المربع الواحد.
بدأ تاريخ المحافظة المعروف من العصر الفرعوني، الذي كانت فيه مدن أبو صير وسمنود وساو قواعد لثلاث مقاطعات إدارية، تشبه الدول المنفصلة بالتعريف المعاصر. كان لهذه المدن الثلاث أهمية كبيرة في ذلك العصر؛ فكانت أبو صير محجًّا للمصريين القدماء. وكانت ساو مركزًا دينيًا وطبيًا، كما كانت عاصمة تف نخت الذي وحد الدلتا ومصر الوسطى، وقاعدة الأسرة السادسة والعشرين التي وحدت مصر بعد تشرذمها تحت الاحتلالين النوبي والآشوري، والأسرة الثامنة والعشرين التي طرد ملكها أميرتايوس الفرس من مصر. أما سمنود فكانت عاصمة الأسرة الثلاثين آخر الأسر المصرية الحاكمة.
اكتسبت المنطقة اسمها في العصر الإسلامي، نسبةً إلى موقعها غرب فرع دمياط. وشهدت الأحداث الفارقة التي ضربت مصر في العصر الحديث، مثل الحملة الفرنسية في عام 1798، التي قاومها أهل المحافظة وبالأخص أهل طنطا الذين أصبح يوم مقاومتهم عيد المحافظة القومي، وبرز أهلها مرة أخرى في ثورة 1919 ضد الاحتلال البريطاني، خاصة في أحداث جمهورية زفتى، التي أعلنت استقلالها عن الانتداب البريطاني لمصر. شعار المحافظة هو ترس ذهبي بداخله مئذنة وقبة مسجد البدوي، يرمز هذا الشعار إلى النهضة الصناعية (بالمحلة الكبرى بصفة أساسية) والمعالم الأثرية والدينية بالمحافظة، أما العلم فيتكون من راية زرقاء عليها الشعار تحته عبارة محافظة الغربية.
أما في العصر الحالي فالمحافظة مركز اقتصادي مهم في مصر، فهي أكبر منتج للبصل في الجمهورية، وثاني أكبر منتج للعنب، فضلًا عن إنتاجها من المحاصيل الأخرى المهمة، سواء الغذائية مثل القمح والأرز، أو المحاصيل النقدية مثل الياسمين. كما تضم المحافظة عددًا من المنشآت الصناعية الكبرى، أبرزها شركة مصر للغزل والنسيج بالمحلة الكبرى، وشركات النسيج في طنطا وسمنود وزفتى، وشركات الأسمدة والمبيدات في كفر الزيات، إضافة إلى صناعة الأغذية في مدنها المختلفة، وكذلك صناعة العطور والفخار.

## التاريخ

### العصر القديم

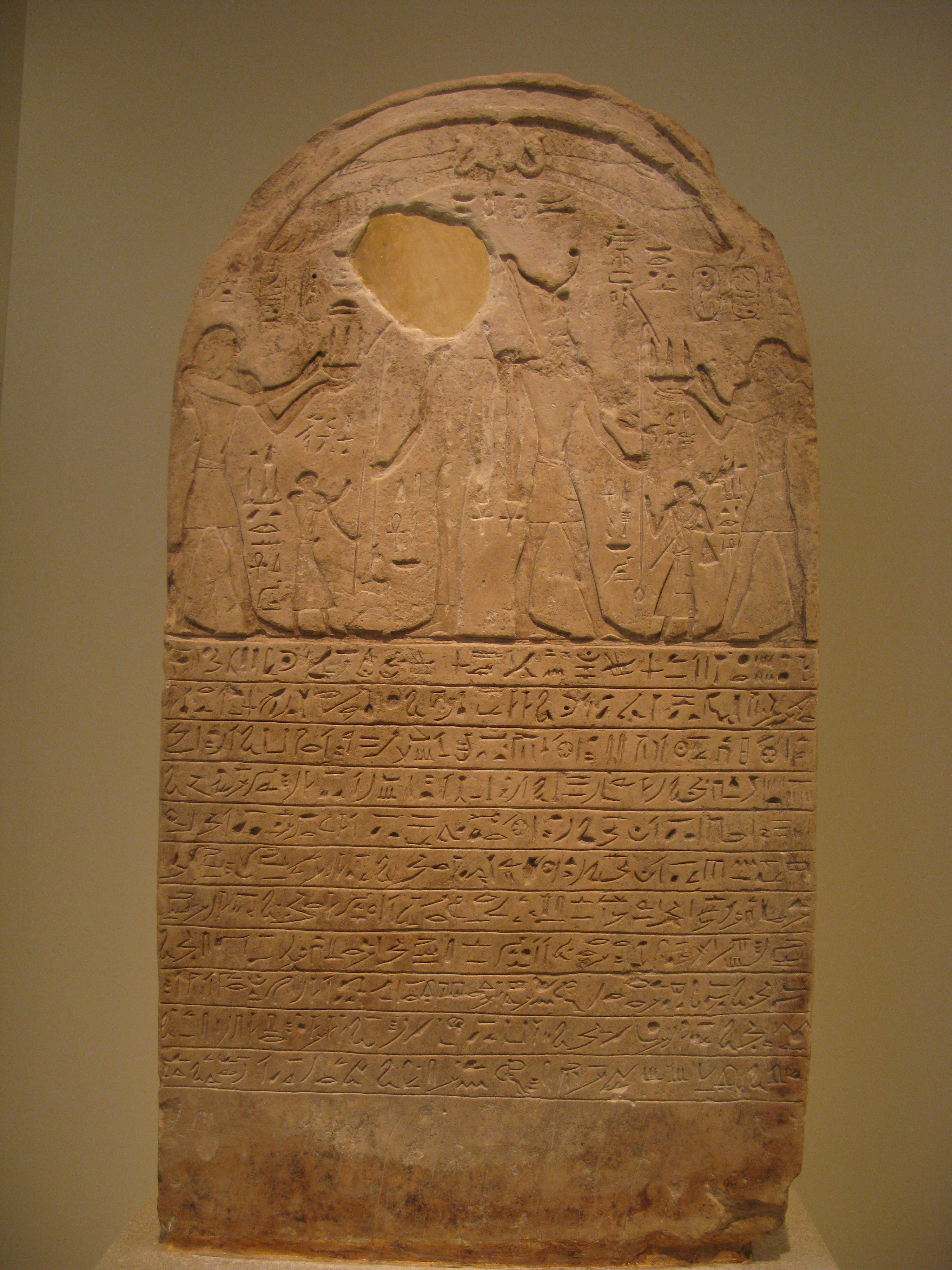
لوحة تذكارية للملك تفنخت، مؤسس الأسرة الرابعة والعشرين، الذي اتخذ من سايس (صا الحجر) عاصمة له.

تنتشر في أرجاء المحافظة آثار فرعونية تدل على أن المنطقة كانت مأهولة بالسكان في ذلك العهد. كانت مصر عمومًا مقسمة إلى مقاطعات في عهد الفراعنة لكل منها شعارها ومعبودها الخاص بها. لم تكن منطقة المحافظة الحالية تابعة لمقاطعة (نوم) واحد ولم يكن لها معبود واحد، وإنما كانت مقسمة بين العديد المقاطعات والمعبودات، أبرزهم المقاطعة الخامسة بالوجه البحري (نيت محيت، نيت الشمالية)، التي كانت عاصمتها ساو ومعبودها نيت، والمقاطعة التاسعة (عنزت)، كانت عاصمتها أبو صير ومعبودها عنيزتي، والمقاطعة الثاني عشر (ثب نتر، العجل المقدس)، كانت عاصمتها سمنود ومعبودها أنحور.
اتخذ المصريون أبو صير محجًا بسبب اعتقادهم بأنها تضم قبر الإله أوزيريس، وكان يقام بها عيد عظيم يحتفل فيه بالإلهة إيزيس. أضحت سايس (صا الحجر) مركزًا دينيًا كبيرًا في بداية عصر الأسرات، وحيك حولها أن أكفنة وأربطة المومياوات كانت تصنعها الإلهتان إيزيس ونفتيس في معبد نيت بسايس، وبرزت المدينة كذلك في مجال تعليم الطب آنذاك. وتؤكد الأدلة الأثرية أن سايس كانت إحدى محطات تجارة الفينيقيين مع مصر إبّان حكم الأسرة الخامسة عشرة.
تمكّن تف نخت من توحيد الدلتا ومصر الوسطى تحت حكمه عام 730 ق.م، مؤسسًا الأسرة الرابعة والعشرين. استغل الأمير ضعف حكام المقاطعات المجاورة له، وسعى إلى توحيد مصر تحت حكمه. فزحف جنوبًا حتى اصطدم بقوات بعنخي ملك كوش، الذي هزم الأمير وأخضعه والدلتا لحكمه، دخل الأمير في طاعة ملك كوش مدة ثم استغل فرص الضعف وأعاد سلطانه على الدلتا مجددًا. خلف با كن رع نف أباه في حكم الدلتا، وواجه غارات ملك كوش شباكا الذي أعاد سيطرة كوش على الدلتا، وأسر الملك وحرقه حيًا مُنهيًا بذلك الأسرة الرابعة والعشرين.

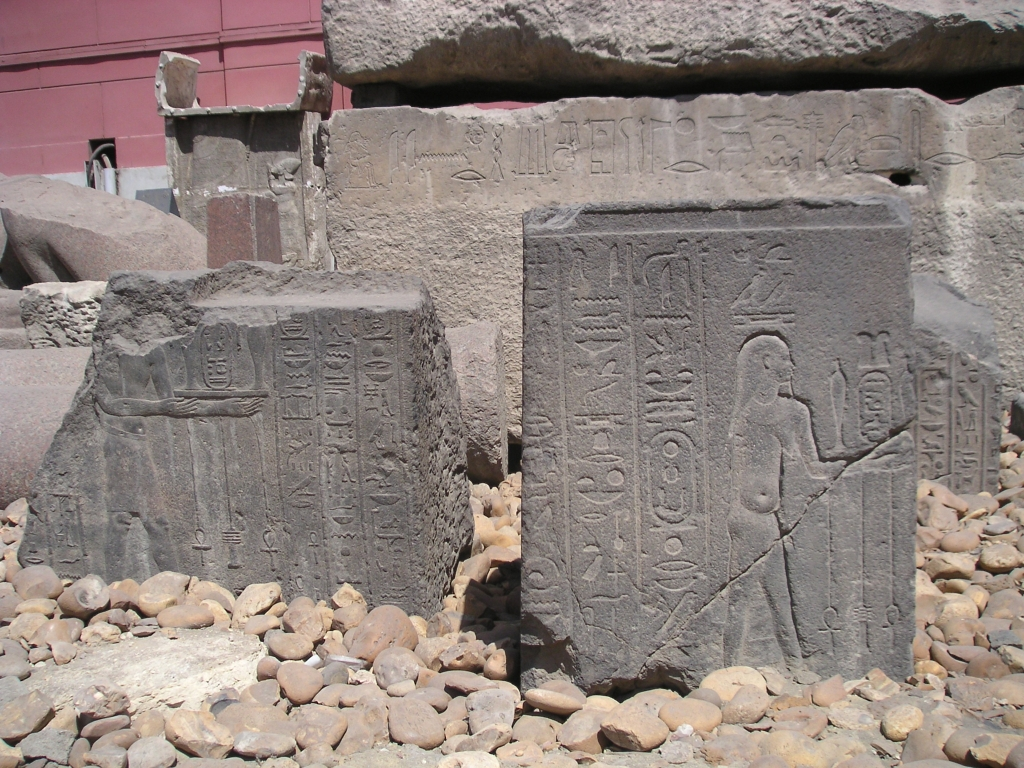
أحجار من بهبيت منقوش عليها صورة نختنبو الأول على اليمين ونختنبو الثاني على اليسار، معروضة في المتحف المصري.

تولى نخاو الأول حكم سايس ومثل أسلافه، سيطر على الدلتا لمدة ثماني سنوات، كانت مصر فيها مسرح الحرب بين القوات الكوشية وقوات الغزو الآشوري، تذبذب نخاو في دعم وولاء الطرفين طبقًا لمصلحته. تولى الحكم بعده ابنه بسماتيك الأول الذي حكم أكثر من خمسين عامًا، استطاع فيها توحيد مصر وطرد الآشوريين من البلاد، وتأسيس الأسرة السادسة والعشرين. جاء بعده ابنه نخاو الثاني الذي اهتم بالأساطيل البحرية وحارب السوريين ومملكة يهوذا. خلف نخاو في الحكم أربعة ملوك هم بسماتيك الثاني وأبريس وأحمس الثاني وبسماتيك الثالث الذي هزمه الملك الفارسي قمبيز وأسره لينهي حكم هذه الأسرة واستقلال مصر.
طرد ملك سايس أميرتايوس الفرس من مصر، واستطاع بسط نفوذه على البلاد كلها لمدة ست سنوات، انتهت بعد أن قتله نفريتس الأول ونقل عاصمته إلى منديس. أسس الملك نختنبو الأول الأسرة الثلاثون في سنة 380 ق.م واتخذ سمنود عاصمة له، تبعه في الحكم الملكان تيوس ونختنبو الثاني، قضت هذه الأسرة عهدها في محاولة صد غزوات الفرس إلى أن انتهى حكمها بسقوط البلاد في أيديهم. ولد في سمنود في عهد هذه الأسرة المؤرخ المصري مانيثون، أشهر مؤرخي مصر القديمة.
ثارت مدينة ليكوبوليس (سجين الكوم) على حكم بطلميوس الخامس البطلمي في عام ق. 196 ق.م، ارتبطت هذه الثورة بطريقة ما بثورة عنخوينيفر في الصعيد، رد بطليموس على هذه الثورة بقسوة فحاصر المدينة وأسر الثوار وأعدمهم في عاصمته ممفيس يوم تتويجه فرعونًا، ذكر أمر هذه الثورة في حجر رشيد.

### العصر الأوسط

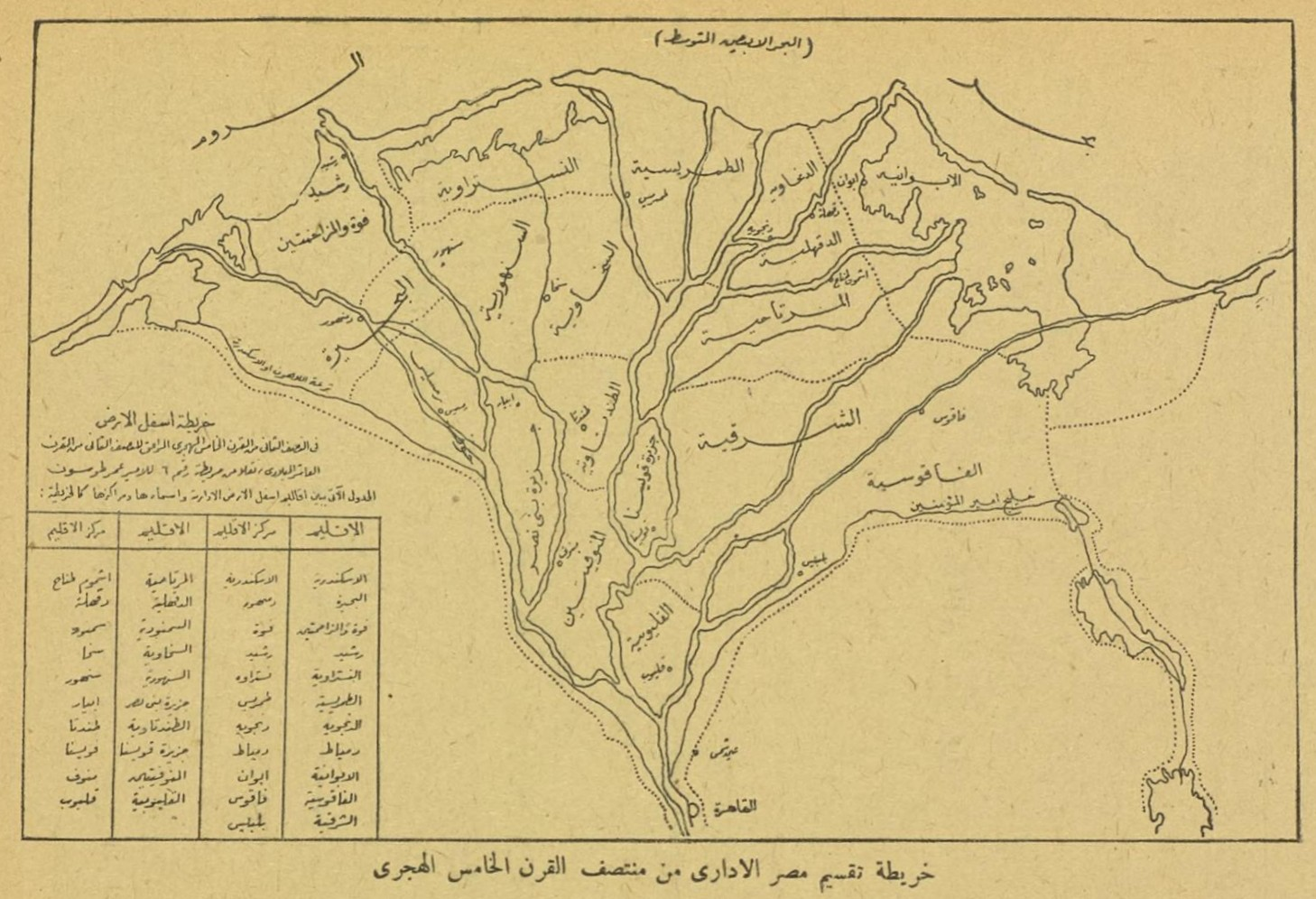
خريطة تقسيم وجه بحري الإداري في منتصف القرن الخامس الهجري، منقولة عن خريطة عمر طوسون.

كان وجه بحري في العصر البيزنطي مقسم إلى إقليمين أوجستومنيك ومصر. وقد كانت منطقة المحافظة الحالية تتبع بالكامل بإقليم مصر، حيث كان الجزء الشرقي منها كان يتبع للأبروشية الثالثة ومركزها كباسا (شباس الشهداء حاليًا)، والجزء الأوسط والغربي كان يتبع للأبروشية الرابعة ومركزها الإسكندرية. أصبحت بعض المدن الفرعونية أسقفيات نشطة في العصر الروماني. فقد خرج من أسقفية سمنود اثنين من بطاركة الكنيسة القبطية هما يوأنس الثالث وقزمان الثاني، وظلت أسقفية المدينة عاملة حتى أواخر القرن الثالث عشر. واشتهر من أساقفة أبو صير أثناسيوس الذي شارك في مجمع أفسس الثاني المنعقد عام 449م، وكانت سايس أبروشية لها قيمة دينية ما.

تغير مسمى الأقاليم بعد الفتح الإسلامي؛ فسُمي إقليم مصر بإقليم بطن الريف، وزيد عدد الكور من 13 كورة إلى 14 كورة. نطاق المحافظة الحالي كان يقع في أقاليم بطن الريف والجزيرة والحوف الغربي، موزعًا بين كور سمنود وبنا بوصير ودمسيس ومنوف وصا وطوه وشباس وسخا وتيدة والفراجون. قسم الفاطميون وجه بحري في بداية ملكهم إلى أربع ولايات، منها ولاية الغربية التي كانت تشمل المنطقة الواقعة بين فرعي النيل والبحر الأبيض في الشمال ومنوف العليا في الجنوب. سميت الولاية باسم الغربية لوقعها غرب فرع دمياط، وجعلت المحلة قاعدة لها. استحدث تقسيم إداري جديد في عهد المستنصر بالله الفاطمي هو نظام الكور الكبرى، الذي كانت فيه قرى المحافظة مقسمة بين كور جزيرة بني نصر وجزيرة قويسنا والسخاوية والسمنودية والسنهورية والطندتاوية.

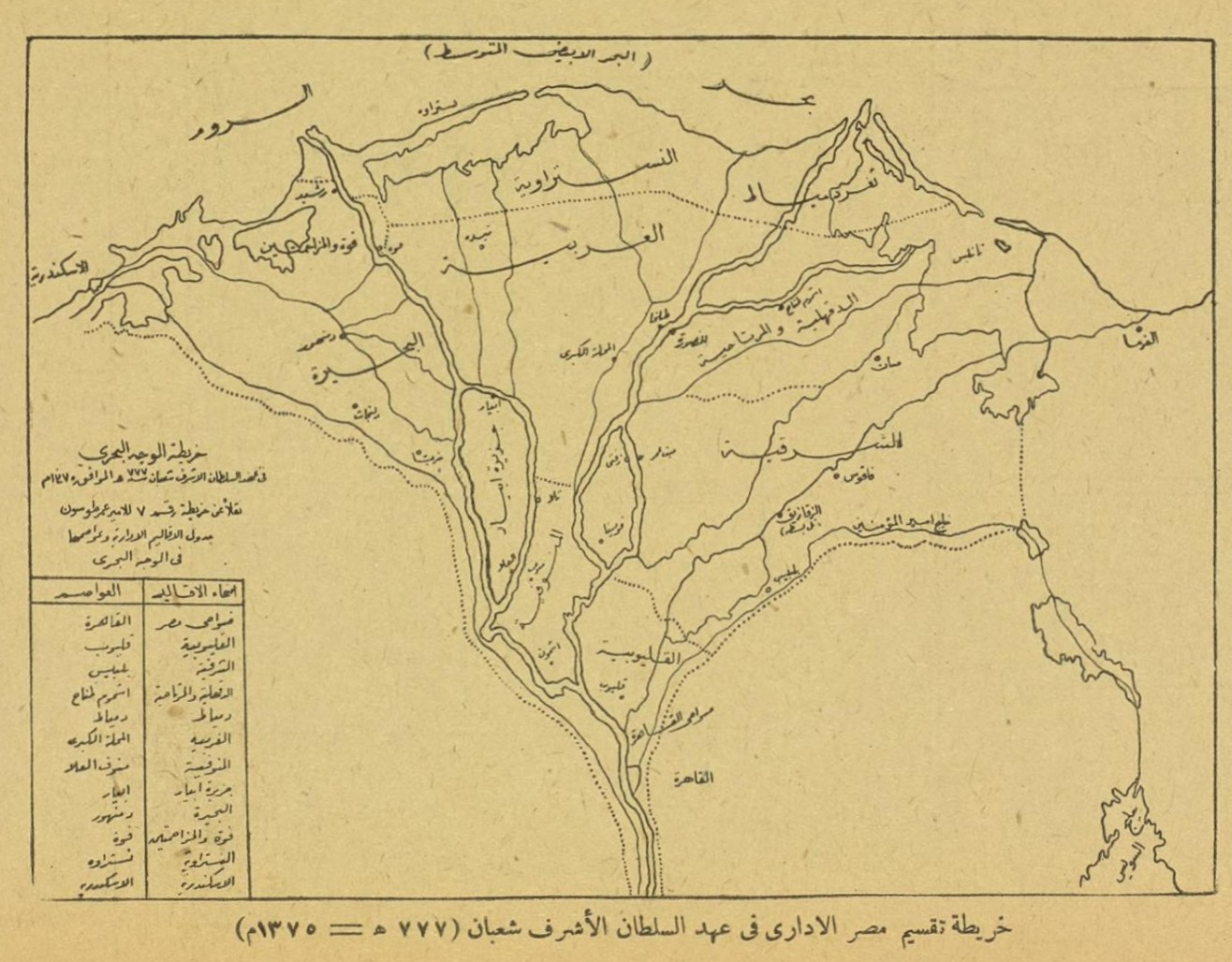
خريطة وجه بحري في عهد السلطان الأشرف شعبان في عام 777 هجري أي 1375 ميلادية، الصورة منقولة عن خريطة عمر طوسون.

ظهر لاحقا عمل الغربية، وكان يشمل في عهد دولة بني أيوب قرى كور الطمريسية والسخاوية والسنهورية والطندتاوية والسمنودية وجزيرة قويسنا وفوة والنستراوية والدنجاوية. فصل عملي فوه والنستراوية عن الغربية في بداية العصر المملوكي، ثم لحقت بهما كور جزيرة قوسينا والدنجاوية والسمنودية. غير أن الملك الناصر محمد بن قلاوون أمر في الروك الناصري بإعادة الكور الثلاث الأخيرة إلى أعمال الغربية، ليصبح إجمالي قرى العمل في عهده على اختلاف، إما 471 ناحية أو 477 ناحية.
كان العمل في الروك الناصري يشمل أغلب قرى المحافظة الحالية، عدا الناحية الجنوبية الغربية التي كان يشغلها عمل جزيرة بني نصر، الذي كانت قاعدته مدينة إبيار ويتكون 49 قرية. كان يتولى شؤون الغربية في العصر المملوكي والٍ من أمراء الطلبخانة، له منزلة رفيعة بين أصحاب الولايات، لما اتسمت به الغربية من كثرة القرى وسعة الرقعة الزراعية، ولم يكن يعلوه غير والي قوص الذي كان يتولى جل أمر الصعيد. جُعل فوق والي الغربية في عهد المماليك البرجية كاشفٌ عام، يُشرف على ولاة الوجه البحري كافة، وعُرف بمنصب والي الولاة. تغير اسم التقسيم الإداري من عمل إلى ولاية في بداية العصر العثماني في عام 1527.

### العصر الحديث
غزت فرنسا مصر في عام 1798، وبعد أن أحكمت قواتها السيطرة على القاهرة، توجهت إلى الوجه البحري لبسط نفوذها وجمع الضرائب، وعين نابليون الجنرال فوجير حاكمًا على الغربية. وصلت كتيبة فرنسية بقيادة الجنرال لوفيفر إلى طنطا في السابع من أكتوبر في العام نفسه، وأمرت حاكمها سليم الشوربجي بأن يرسل لهم أربعة من أعيان المدينة رهائن، لضمان ولاء السكان ومنعًا لأي ثورة ضدهم. صادف ذلك التوقيت اكتظاظ المدينة بالزوار بسبب احتفالات المولد. استغل سليم الوضع وأرسل أربعة من أئمة مسجد أحمد البدوي لتحفيز الناس على التصدي للكتيبة الفرنسية، وبالفعل قاوموا الكتيبة وأجبروها على الانسحاب من المدينة. جُعل هذا اليوم العيد القومي لمحافظة الغربية.
عادت القوات الفرنسية إلى طنطا بعد ثلاثة أيام من انسحابها، فحاصرت المدينة وضربتها بالمدافع، ثم دخلوا البلد وقبضوا على أولاد الخادم، خدام ضريح السيد البدوي ثم ارتحلوا عن البلد. وبعدها بمدة نزلت طائفة منهم على المدينة، وقررت فرض غرامة 51 ألف ريال فرنسي على خدام الضريح ومئة ألف على الأهالي تعويضًا عن الأضرار التي لحقت بالفرنسيس. قاوم أهل المحلة القوات الغازية عند مرورها ببلدتهم، فضربتهم القوات الفرنسية بالمدافع والبنادق وقتلوا ما يزيد عن 600 نفر، وطالبوا الأهالي بدفع غرامة قدرها قرابة 100 ألف ريال فرنسي. كما شارك أهل سنباط في ثورة أهل الدقهلية.
استبدل علماء الحملة الفرنسية لفظ الولايات بالأقاليم، وغيروا حدود الولايات فضمت جزيرة إيبار مع الأجزاء الجنوبية من الغربية والتي تشمل طنطا وحتى كوم النجار لإقليم المنوفية، وفيما كانت الغربية تشمل الناحية الشرقية من المنوفية حتى بقيرة بالجنوب. واستُحدث إقليمي رشيد ودمياط على حساب رقعة أراضي إقليم الغربية، وضُمّ إقليم النستراوية إلى الغربية. كما نقلت قاعدة الإقليم إلى سمنود. ظل هذا التقسيم معمولًا به بعد خروج الفرنسيين حتى تملك محمد علي لمصر، حين غير اسمها إلى مأمورية الغربية. ثم شكل محمد علي مأموريات إقليمي الغربية والمنوفية، وجعلها تحت إمرته هو. أصدر محمد علي أمرًا في أوائل عام 1249 هـ (1833 م) يقتضي إعادة أسماء وحدود التقسيمات الإدارية إلى سباق عهدها، واستبدال تسمية المأمورية باسم مديرية.
أصبحت طنطا في عام 1836 قاعدة مديرية الغربية بدلا من المحلة الكبرى، لتوسطها بلاد الغربية والمنوفية. وقد جمعت مديريتي المنوفية والغربية في مديرية واحدة تسمى روضة البحرين ثلاث مرات: الأولى بأمر من سعيد باشا في عام 1856 وشملت المديرية حينها أراضي الدلتا كلّها باستثناء دمياط، ثم أمر الخديوي إسماعيل بإعادة توحيدهما في عام 1866 واستمر التوحيد لعام، وشكلت للمرة الثالثة والأخيرة في عام 1874 لمدة لا تزيد عن شهر، ابتغى الخديوي إسماعيل من مرتي التوحيد في عهده، حل مشكلة نزاع أهالي المديريتين حول الري.

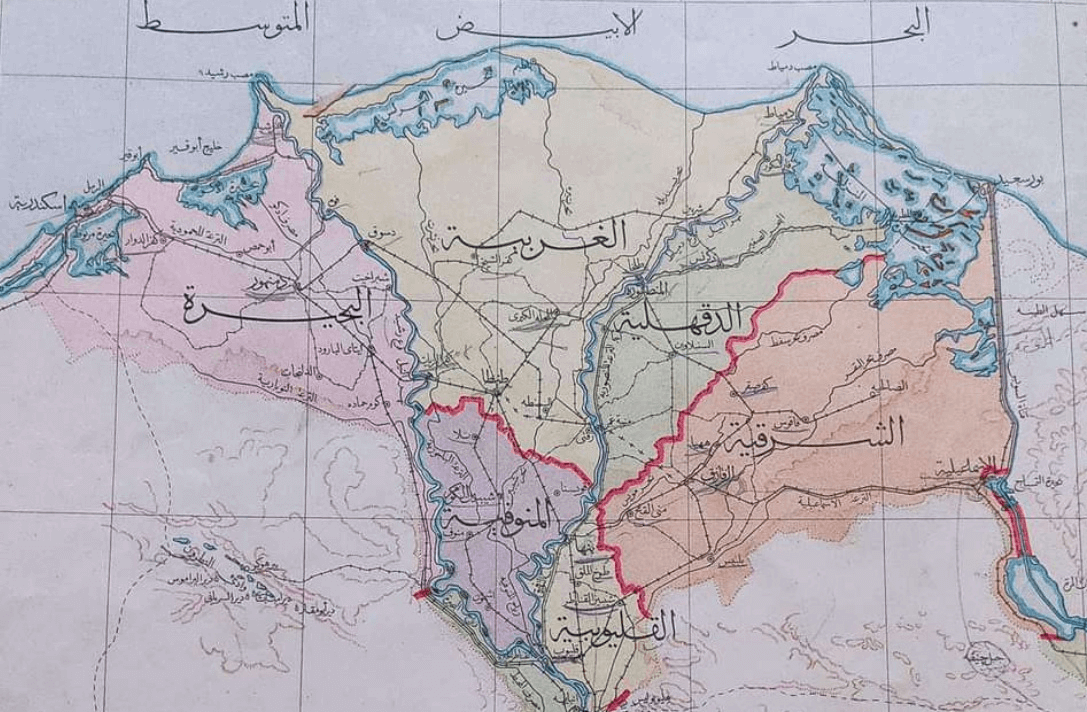
خريطة لوجه بحري سنة 1914 تظهر فيها مديرية الغربية باللون الأصفر.

أدخلت تعديلات هامة على الحدود الإدارية بين الغربية والمنوفية في أواخر القرن التاسع عشر، إذ نُقلت إدارة عدد من القرى من الغربية إلى المنوفية لقربها من قواعد مراكز الأخيرة والعكس صحيح. فقد صدر عن نظارة الداخلية في 12 مارس 1897 قرارٌ بنقل 12 ناحية من مركز زفتى، ومثلهم من مركز السنطة إلى مركز قويسنا، وفصل 16 بلدة عن مركز تلا وضمها إلى مركز كفر الزيات، ونُقلت إلى مركز طنطا 6 بلاد من مركز تلا وبلدة واحدة من مركز شبين الكوم.

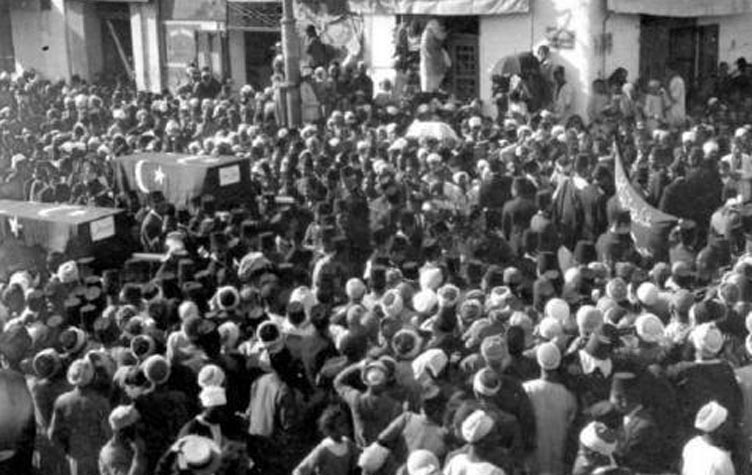
ثوار زفتى يشيعون أحد الجنازات بعام 1919.

ووقعت مظاهرات سلمية كثيرة في المديرية ضمن ثورة 1919، من أبرز أيام هذه الثورة يوم 12 مارس في طنطا الذي قتلت فيه قوات الاحتلال البريطاني كثيرًا من الأهالي، وتكررت المظاهرات في طنطا يومي 16 و17 مارس. كانت المحلة قد اندلعت بها المظاهرات في يوم 15 مارس، وتبعتها سمنود في يوم 18 مارس.
أما سكان زفتى فبدأ الأمر عندهم بتظاهرات لتلاميذ الثانوية، ثم تطور الأمر إلى أن أعلنت الاستقلال عن مصر، وتأسيس جمهورية زفتى برئاسة المحامي يوسف الجندي، ولقي هذا الإعلان دعمًا شعبيًا واسعًا من سكان زفتى وميت غمر والقرى المجاورة. كون الثوار مجلس بلدي مكون من عدة لجان منها لجنة التموين والإمداد ولجنة النظافة ولجنة الإعلام ولجنة الأمن والحماية، وأصدر المجلس جريدة يومية اسمها جريدة الجمهور. ردًّا على هذه التطورات أرسل الإنجليز قوة أسترالية لإخماد التمرّد، وعندما علم سكان المدينة بأمر القوة حفروا الخنادق حولها وقطعوا قضبان السكك الحديدية لمنع تقدم القوات. غير أن القوة نزلت إلى المدينة عبر نهر النيل، وفتدخل إسماعيل بك مأمور المركز للتوسّط بين الطرفين. دخلت القوات المدينة وبدأت البحث عن أعضاء المجلس الثوري، لكنهم لم يستطيعوا العثور عليهم.

عادت المظاهرات إلى المديرية في أحداث ثورة 1935، التي طالبت بعودة العمل بدستور 1923 وبخروج الإنجليز من مصر. استأثرت طنطا بنصيب الأسد من التظاهرات، إذ خرج طلاب المعاهد والمدارس والعوام في يومي 13 و18 نوفمبر، وأيام 3 و8 و10 ديسمبر، وأضربوا عن العمل في يومي 21 نوفمبر و19 ديسمبر. واقتصر الأمر بالمحلة على مظاهرة يوم 18 نوفمبر وإضراب يوم 21 نوفمبر، وبعدهم بيوم أضرب أهل زفتى. تجددت المظاهرات في طنطا في أوائل عام 1936 مع تجددها بالقاهرة، غير أنها اتسمت بالعنف؛ فأُغلقت المدارس والمعاهد لأنها المحرك للثوار، وفصل بعض من طلابها الذين شاركوا بالمظاهرات، واستمرت أجواء الاضطراب هذه حتى شُكلت وزارة علي ماهر باشا الأولى.

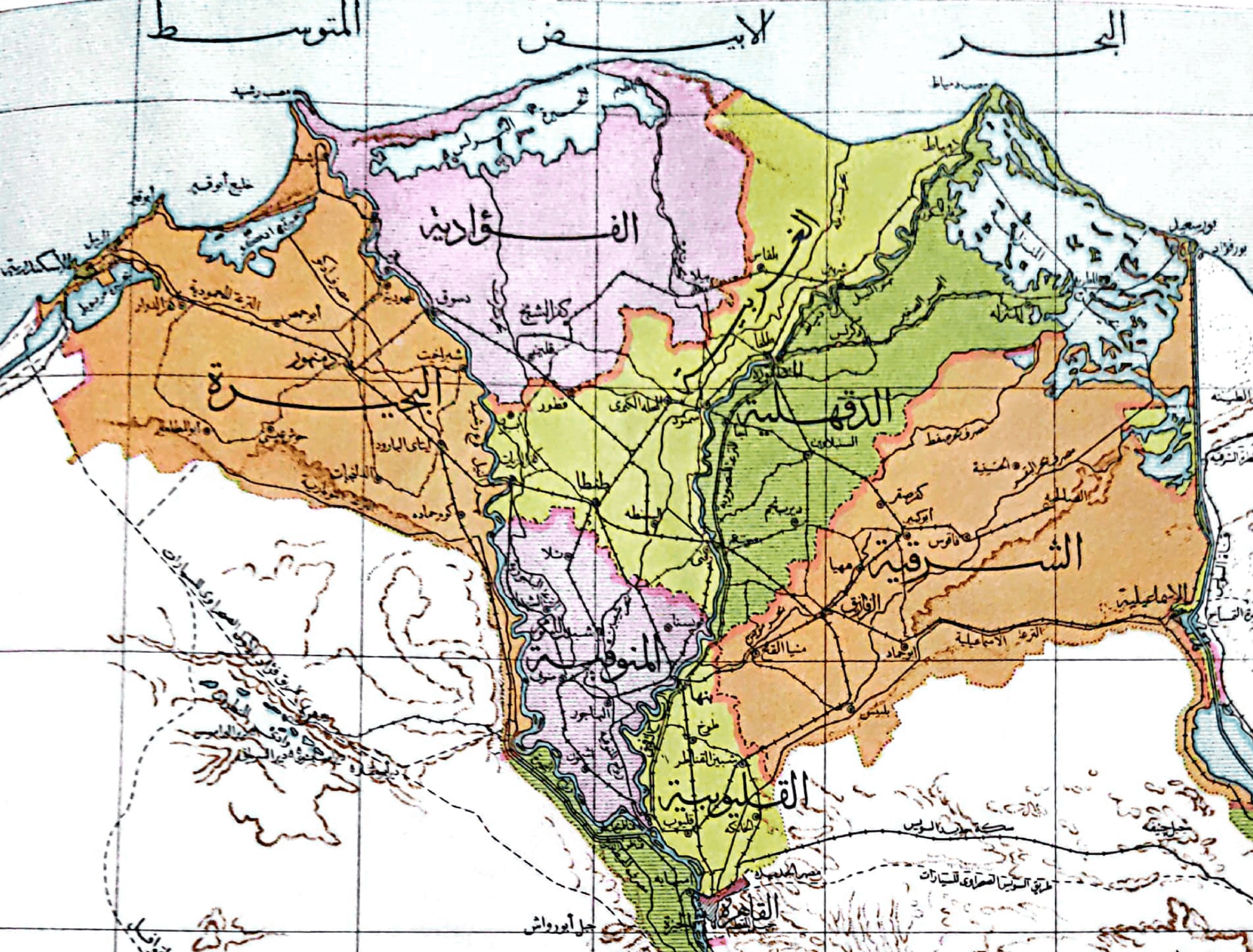
خريطة المحافظة سنة 1951 بعد إنشاء محافظة الفؤادية

أنشأت وزارة الخارجية لجنة للنظر في تعديل التقسيم الإداري المصري في عام 1941. رأت هذه اللجنة ضرورة تقسيم مديرية الغربية بسبب اتساع مساحتها كثرة عدد سكانها وتسهيل تعمير الجزء الشمالي منها، اقترحت اللجنة فصل مراكز شربين وطلخا وبلقاس (تشمل المراكز السابقة مركز نبروه المقترح إنشاؤه) عن مديرية الغربية وإلحاقها بالدقهلية لقربها منها. أوصت بإنشاء مديرية جديدة تسمى الفاروقية أو الفؤادية، واستحداث مركز قطور من بلاد مركز طنطا والمحلة وكفر الزيات، ومركز قلين من كفر الشيخ ودسوق وكفر الزيات وطنطا، وفصل بعض قرى مركز طنطا إلى مركز المحلة الكبرى. واقترحت تعديل الحدود بين الغربية والمنوفية بضم ست نواحٍ من مركز تلا إلى مركز طنطا، وضم خمسة قرى من نفس المركز إلى مركز كفر الزيات، وضم إحدى عشرة ناحية من مركز السنطة إلى مركز بركة السبع المقترح إنشاؤه.

بناء على ما ذكر صدر في 28 أغسطس 1949 القانون رقم 149 عن الملك فاروق الأول والبرلمان المصري، تقرر فيه إنشاء مديرية الفؤادية (نسبة إلى الملك فؤاد الأول) من مراكز كفر الشيخ ودسوق وفوه وقلين وبيلا ومأمورية البرلس بعد فصلهم عن مديرية الغربية. فُصلت قريتا الشهيدي ودهميس عن بيلا وضمت لمركز المحلة الكبرى في عام 1943، ثم سنبارة وطنبارة في عام 1947، تلتها بشبيش أول وثان والعثمانية وأبو النجاة في عام 1950. ضمت عشرة نواحٍ من مركز قلين إلى قطور في عام 1950. ونقلت سبعة بلدات من قلين إلى مركز كفر الزيات، وتسعة من قلين إلى بسيون، وخمسة من مركز تلا إلى مركز طنطا في 6 أبريل 1955. وفي نفس العام نقلت إدارة مراكز شربين وطلخا وبلقاس إلى محافظة الدقهلية. أصبحت المديرية تسمى بمسمى محافظة في عام 1960، ونقلت إدارة عشر قرى من مركز السنطة إلى محافظة المنوفية.

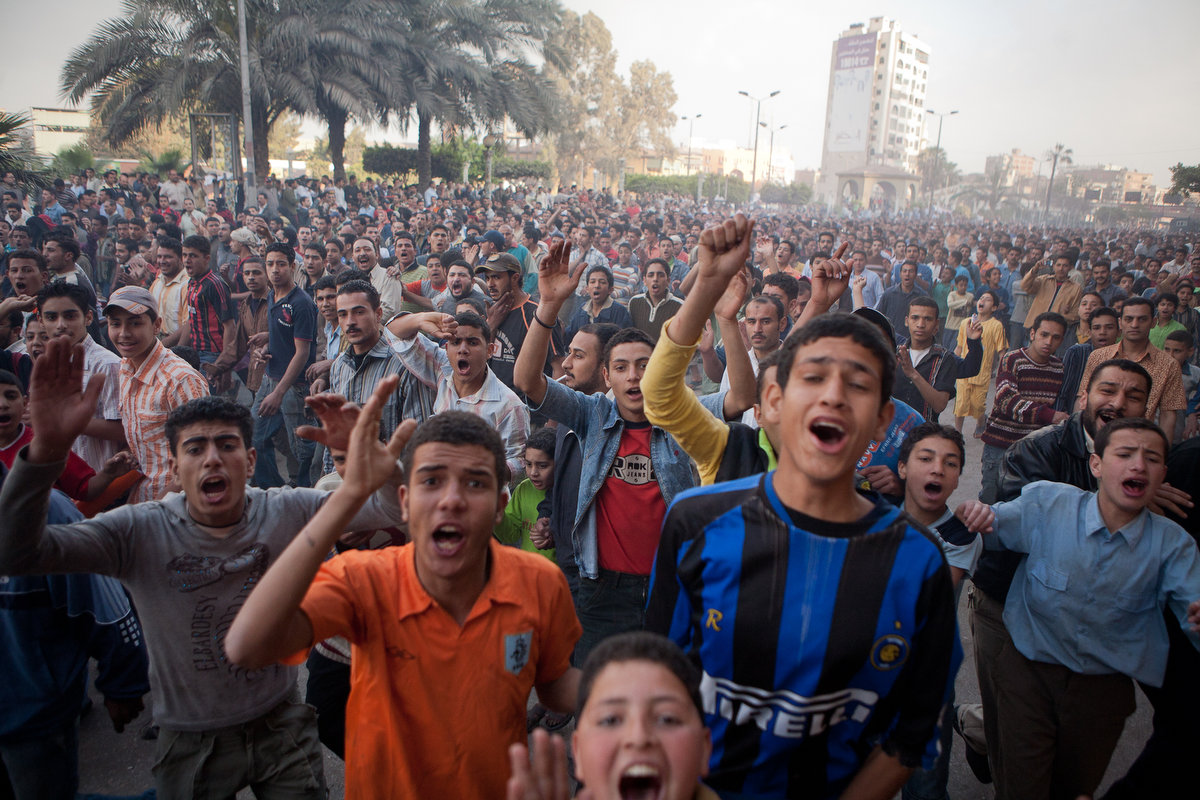
متظاهرون من المحلة في يوم 7 أبريل 2008.

شهدت المحلة الكبرى حراك شعبي في عام 2008، بدأ باحتجاجات واسعة ضد الغلاء والفساد في يوم 6 أبريل، سرعان ما تحول إلى حالة شغب قابلتها السلطات الأمنية بالقوة. تجددت الدعوات للإضراب في مايو من العام نفسه، وأسفرت المواجهات عن مقتل اثنين أو ثلاثة من المتظاهرين وإصابة العشرات. شهدت المدينة آنذاك واقعة بارزة هي إسقاط المتظاهرين لصورة للرئيس الأسبق حسني مبارك، وهي الحادثة التي عُدّت من نقاط التحول في الحياة السياسية المصرية، وأسهمت مع غيرها من التحركات في تآكل شرعية النظام وانهياره لاحقًا. شارك أهالي المحلة وطنطا في ثورة 25 يناير، لدرجة أن قيل أن عدد المتظاهرين في المحلة في يوم 1 فبراير بلغ نحو ربع مليون شخص.

## الجغرافيا

خريطة جغرافية لمحافظة الغربية، تظهر المدن والقرى الكبرى والطرق وترع الري.

تقع محافظة الغربية في وسط الدلتا بين دائرتي عرض 31°10′ و31°53′ شمالًا، وخطي طول 30°02′ و31°48′ شرقًا، تبلغ مساحتها 1943 كم2 بما يعادل 462,684 فدان. يحدها من الشمال محافظة كفر الشيخ ومن الجنوب محافظة المنوفية ومن الشرق محافظة الدقهلية (فرع دمياط) ومن الغرب محافظة البحيرة (فرع رشيد). تمثل مساحة المحافظة 16% من إقليم الدلتا (عاصمته طنطا) و0.19% من مساحة الجمهورية.
ينحدر سطح المحافظة انحدارًا هينًا من ارتفاع 11 مترًا في الجنوب إلى ثلاثة أمتار في الشمال، السطح سهلٌ طميي ترسّب خلال العصر الهولوسيني، ويتكوّن من الصلصال الرملي والرمال الناعمة، ويدخل في تركيبه معدنا البيوتيت والمغنتيت. طبقة الطمي تعلو طبقة أقدم من الرمل والزلط فيها نسبة قليلة من الطين تعود إلى عصر البلايستوسين، أسفلها طبقة أعمق من رواسب البلايوسين تتكون من طين بحري ممزوج مع الطين البني المحمر ويتراوح سمك هذه الرواسب بين 307 متر وأكثر من 400 متر.

### المناخ
يسود في الغربية مناخ البحر الأبيض المتوسط، الذي يتميز باعتداله إذ يكون فضل الشتاء معتدل ممطر ويكون الصيف حار جاف. تُسجل أعلى درجات الحرارة بأشهر الصيف وهي يونيو ويوليو وأغسطس، التي تتجاوز درجة الحرارة فيها عادة 30 درجة. وتنخفض في أشهر ديسمبر ويناير وفبراير إلى متوسط قدره نحو 11.2 درجة مئوية. أمطار المحافظة قليلة جدا إذ يبلغ متوسطها السنوي نحو 3.8 ملم، تهطل كلها في أشهر الشتاء وتكاد تنعدم في أشهر الصيف. متوسط الرطوبة النسبية للمحافظة 63.8%، يزداد هذا المتوسط في شهر نوفمبر ويقل في مايو. تأتي أكثر الرياح من جهتي الشمال والغرب مع نسبة قليلة من الجنوب، تشتد الرياح في فصل الربيع لا سيما مع هبوب رياح الخماسين.

### نظام الري

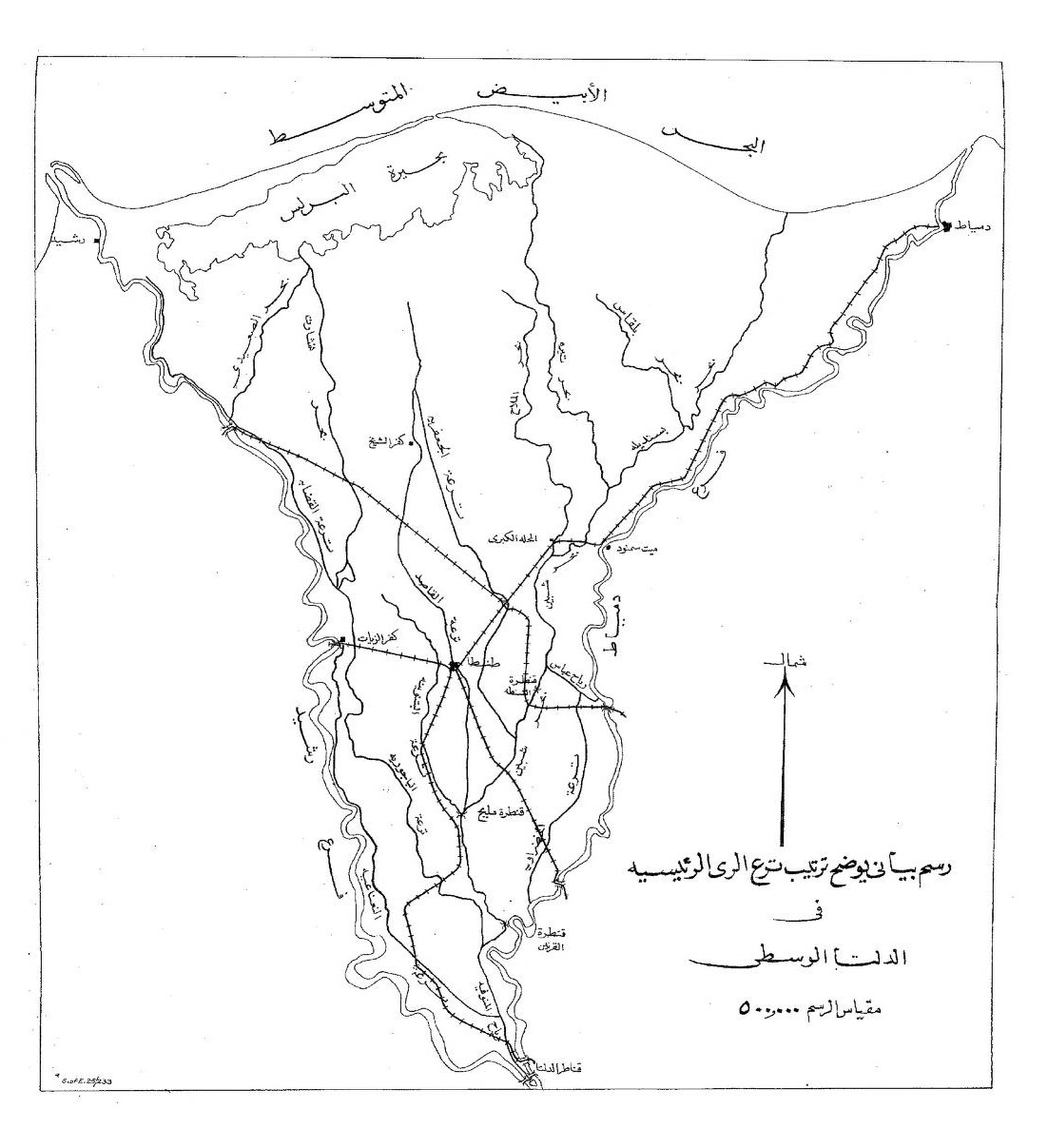
خريطة لوسط الدلتا تظهر الترع الرئيسية بها والسكة الحديد والقناطر المهمة.

يُستخدم لري الأراضي الزراعية بالمحافظة نحو 1.79 مليار متر مكعب من المياه سنويا، السواد الأعظم منها مياه من النيل وقلة قليلة من مياه الصرف الصحي المعالجة والمياه الجوفية. تُروى معظم أراضي المحافظة من مياه الترع الخارجة من فرع دمياط والتي تنحدر نحو شمال غربي الدلتا وتصب في بحيرة البرلس، ويُعزى ذلك إلى الانحدار الطبيعي لأراضي المحافظة من الشرق إلى الغرب بمتوسط اختلاف مترين. تغير أمر الري قليلًا في عام 1890 حين أصبحت جميع ترع وسط الدلتا تأخذ مياها من الرياح المنوفي عوضًا عن فرع دمياط مباشرة، وذلك لتسهيل دخول المياه إلى الترع وتسهيل تطهيرها إذ طمت.
يأخذ الرياح المنوفي مياهه من عند قناطر الدلتا، ويخرج من الرياح بحر شبين الذي يجري في شرق المحافظة، وترعة الباجورية التي تجري في غرب المحافظة حتى تصل بلدة القضابة، وعندها تتفرع إلى ترعة القضابة وبحر نشرت. يخرج من بحر شبين أربعة ترع كبرى مهمة لري أراضي وسط المحافظة وهي ترع الجعفرية والقاصد والملاح والبتانونية. توجد مساحات ضيقة من الأراضي محصور بين فرع دمياط وبحر شبين وفرع رشيد والباجورية، بالنسبة لمنطقة شرق بحر شبين فتروى بمياه ترع الساحل والعطف والخضراوية، وتروى منطقة غرب الباجورية بمياه ترعتي النعناعية والسرساوية.

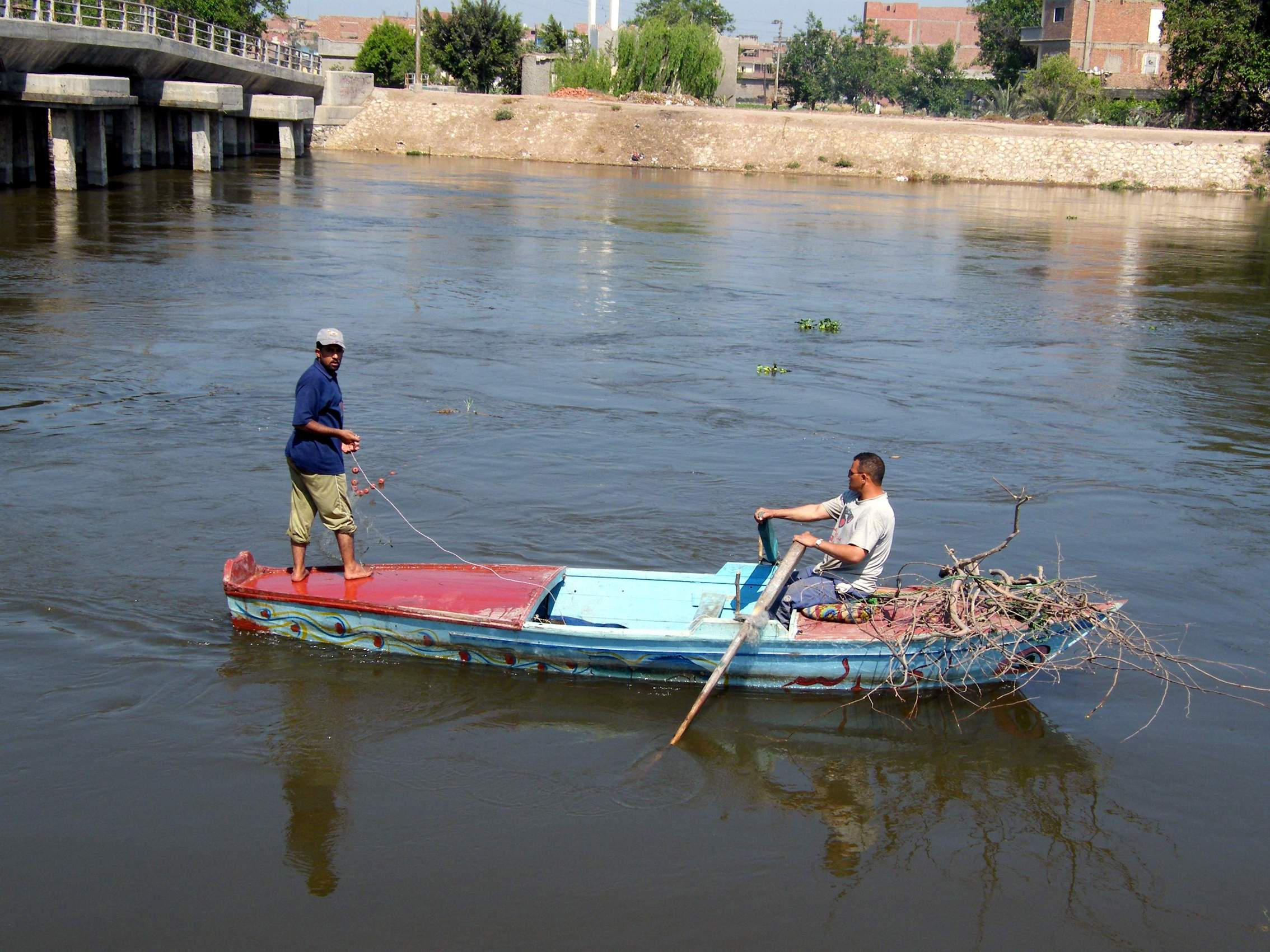
صيادان ببحر شبين عند شبرا ملكان.

يُتحكم في كمية المياه الداخلة في الترع السابقة عبر شبكة من القناطر والسدود، أهم ما بالمحافظة منها قناطر زفتى التي أنشئت في عام 1903، بهدف إمداد الأرضي الشمالية في الدلتا بالمياه، وهي اليوم محافظات الغربية وكفر الشيخ والدقهلية، وتكمن أهمية قناطر زفتى للغربية في تعزيز بحر شبين بكميات إضافية من المياه عبر رياح عباس، الذي يصب في البحر قرب قنطرة السنطة. تتأثر كميات المياه أيضا بالقناطر الموجودة في محافظتي القليوبية والمنوفية، فالأولى فيها قنطرة فم الرياح المنوفي، والثانية فيها قنطرة القرينين التي يبدأ من عندها بحر شبين، وقنطرة مليج على نفس البحر والتي تخرج من عندها ترعة القاصد، وقنطرة الحدود التي تخرج من عندها ترعة البتانونية.
أما الصرف الزراعي فشبكات ومحطات الصرف كثيرة وتعتمد كل منطقة على مصرف رئيس تصب فيه المصارف الثانوية. أمصرف زفتى الرئيس هو أهم مصارف المحافظة كلها، يبدأ المصرف من عند رياح عباس ويتجه شمالًا، تصب فيه كل مصارف المنطقة الواقعة شرق ترعة القاصد مثل مصرف سماتاى. يعتمد الجزء الجنوبي الشرقي من المحافظة على مصرف العطف، الذي يخرج من عند نقطة تفرع ترعتي العطف والساحل ويصب في مصرف زفتى الرئيس. وفيما يتعلق بالمنطقة الواقعة غرب ترعة القاصد وشمال شبين الكوم فتعتمد على مصرفين الأول مصرف دنشواي الذي يبدأ قرب دنشواي ويسير حتى يصب في فرع رشيد، والثاني مصرف نشرت الذي يبدأ من عند كفر الزيات ويصب في مصرف نمرة 9 الواقع في محافظة كفر الشيخ.

## البيئة

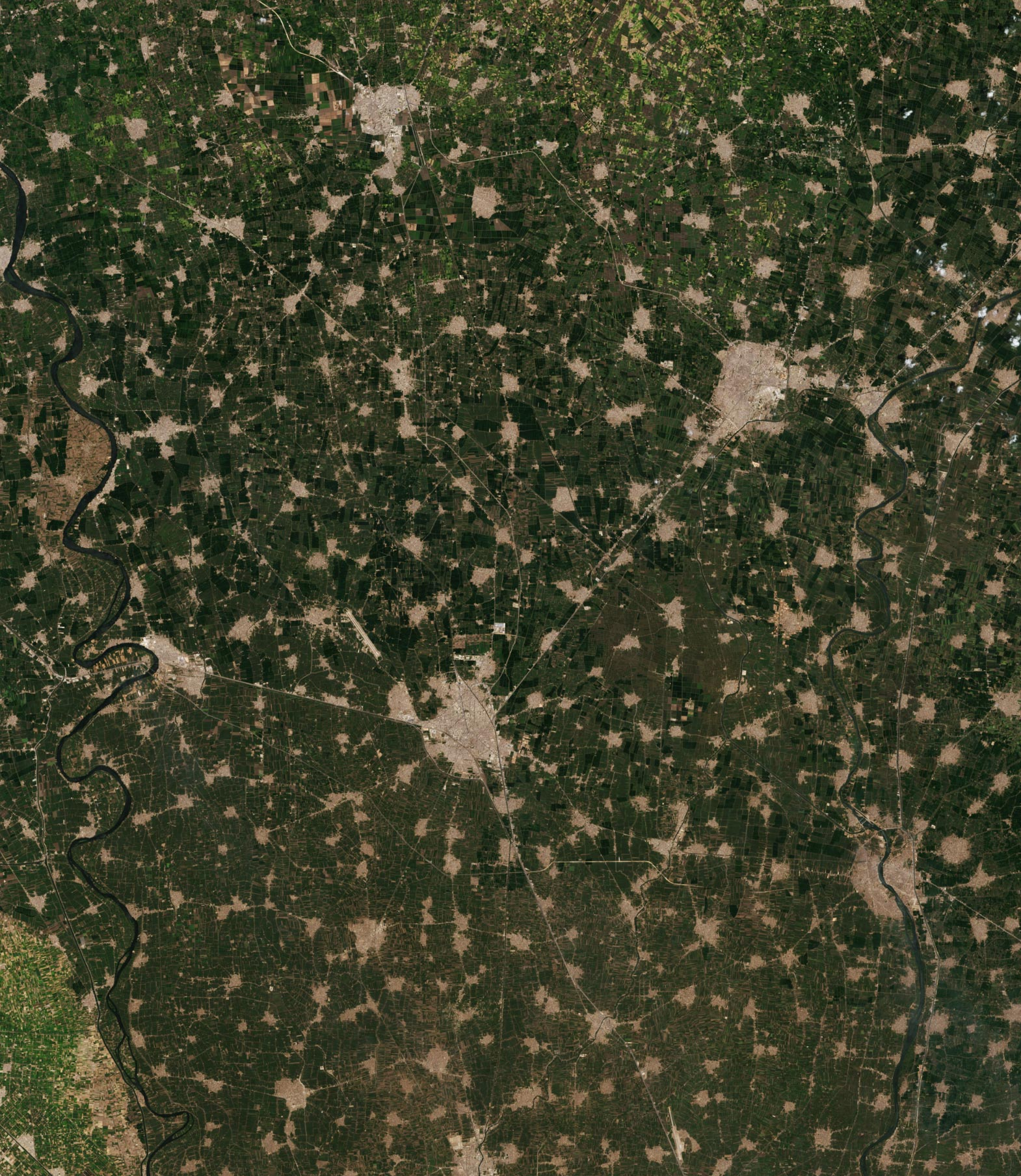
صورة فضائية للمحافظة في 16 أغسطس 2021 من قمر لاندسات 8 الصناعي، تظهر الصورة زيادة الرقعة السكنية على حساب الرقعة الزراعية وهي واحدة من أهم مشكلات المحافظة.

تواجه الأراضي الزراعية من عدة تحديات بيئية وعمرانية تؤثر على قدرتها الإنتاجية واستدامتها. أبرز هذه المشاكل التوسع الأفقي عليها بسبب الكثافة السكانية العالية ورغبة سكان الريف بالتمدن، مع افتقار المحافظة إلى ظهير صحراوي يمكن التوسع وتفريغ الزيادة السكانية به. يؤثر التعدي على قدرة المحافظة الزراعية، بسبب أن الأراضي الزراعية المفقودة يستحيل تعويضها، وهو يهدد مباشرة إنتاج الغذاء بالمجمل في مصر.

أتي ثانيًا مشكلة ارتفاع منسوب المياه الجوفية بسبب الري بالغمر، مما يؤثر بالسلب على جودة المحاصيل الزراعية وعلى سلامة المنشآت الخرسانية. علاوة على ذلك فأطراف المحافظة الشمالية معرضة لخطر الغرق أو تملّح التربة، نتيجة لارتفاع منسوب البحر وتسرب المياه المالحة إلى المياه الجوفية، ويفاقم من الموضوع تغير المناخ الذي يزيد من ارتفاع منسوب البحار، أو حتى من تسرب المياه المالحة إلى المياه الجوفية وزيادة ملوحة التربة.

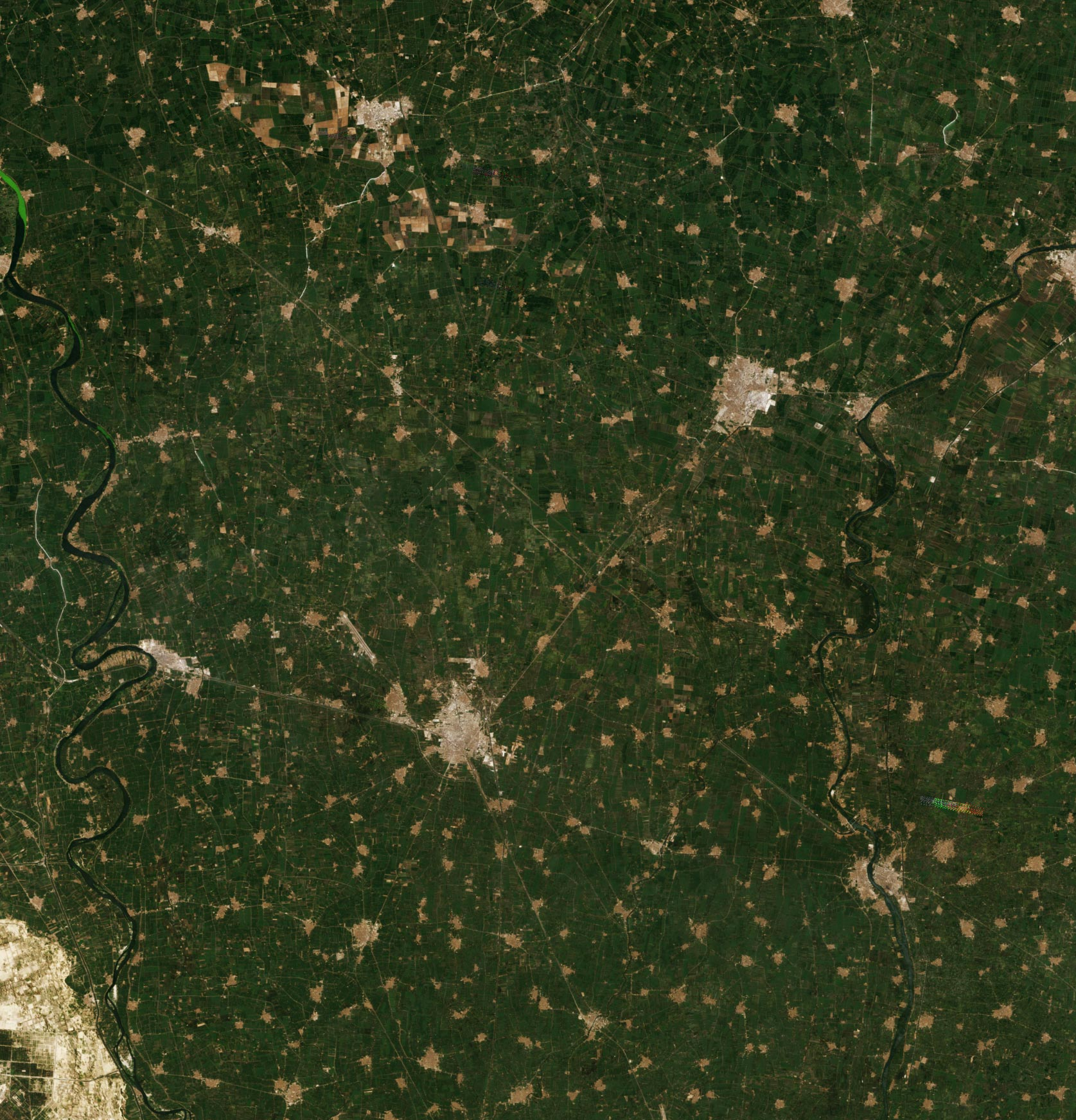
صورة فضائية للمحافظة في 24 يوليو 1984 من قمر لاندسات 5 الصناعي.

اُقترح منح محافظة الغربية ظهير صحراوي لحل مشكلة التعدي على الأراضي الزراعية، أسوة بمحافظة المنوفية التي منحت مركز السادات. وطرح هذا الأمر في دليل إعادة ترسيم حدود مصر إلى أقاليم تنموية، عبر طريق منح الغربية مركز كوم حمادة من محافظة البحيرة وعمق صحراوي يصل حتى طريق القاهرة الإسكندرية الصحراوي. صرح المحافظ السابق للمحافظة أحمد ضيف صقر في عام 2017 أن المحافظة ستسلم ظهير صحراوي لها في العلمين في غضون شهرين أو ثلاثة شهور، إل أن الموضوع اختفى من الخطاب الرسمي.

### التلوث
تواجه تربة محافظة تلوثًا شديدًا ناتجًا عن تراكم العناصر الثقيلة، حيث تُظهر تحاليل التربة وجود تراكيز مرتفعة من النيكل والكروم والنحاس والزنك والفاناديوم، تتجاوز غالبًا القيم المرجعية لقشرة الأرض والمعايير الكندية لجودة التربة. تكمن خطورة هذه المعادن في سُميّتها واستمراريتها في النظام البيئي وقدرتها على التحرك عموديًا في التربة مما يؤثر على جودة المحاصيل الزراعية. يكثر وجود هذه المعادن في منطقة جنوب غرب المحافظة، التي توجد فيها مناطق صناعية مثل منطقة شمال قرية منصورية الفرستق التابعة لمركز كفر الزيات. تعود مصادر هذا التلوث إلى مزيج من الأنشطة الصناعية وسوء إدارة مياه الري والصرف واستخدام الأسمدة المعدنية والمبيدات الزراعية المحتوية على المعادن الثقيلة والظواهر الطبيعية مثل تدفق الغبار القاري الجوي.
يمتد التلوث أيضا إلى المياه الجوفية التي يرتفع فيها تركيز الحديد والمنجنيز عن المعدلات المسموح بها وفقًا لمنظمة الصحة العالمية والقانون المصري رقم 48 لسنة 1982. يعود هذا التلوث إلى تسرب مياه الصرف الصناعي والزراعي غير المعالجة، بسبب محدودية شبكة الصرف الصحي والإفراط في استخدام المبيدات والأسمدة الكيميائية، فضلًا عن انتشار الأعشاب المائية في مجاري المياه الملوثة. وتؤدي هذه الملوثات إلى ظهور أمراض متعددة تصيب تصيب الدم والكبد والكلى والجهاز التنفسي، وتزيد من احتمالية تفشي الأمراض الوبائية مثل التيفوئيد والكوليرا، لا سيما في ظل اعتماد شبكات مياه الشرب في المحافظة على مياه الآبار الجوفية.

### الحياة البرية

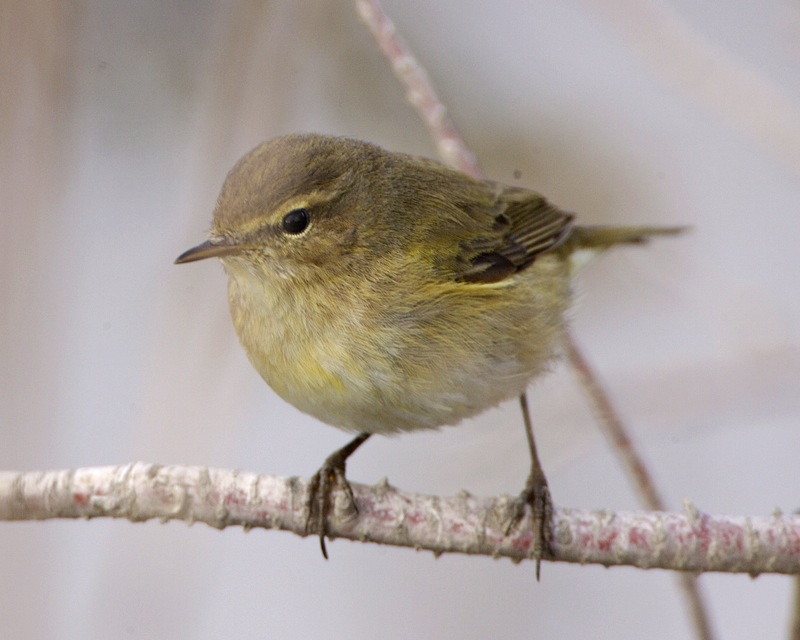
طائر الشفشافة أحد الطيور المهاجرة التي تمر بالمحافظة.

سُجّل وجود 24 نوع من الطيور المقيمة في محافظة الغربية موزعة على 20 فصيلة و10 رُتب. أكثرها تنوعًا رتبة الجواثم (العصفوريات) التي يوجد منها بالمحافظة ثماني فصائل منها التمير النيلي والعصفور الدوري والبلبل والسنونو وذعرة الربيع. تصنف الطيور المقيمة إلى نوعين الأول الطيور النافعة التي منها الشقراقيات مثل الهدهد واللقلقيات مثل البلشون الأبيض الصغير وأبو قردان والبلشون الذهبي والصقريات مثل العوسق، والثاني هي الأنواع الضارة للمحاصيل التي تشمل يمامة النخيل والوروار الشرقي والغراب الأبقع. رُصدت أعداد من الطيور المهاجرة في المحافظة أبرزها البلشون الأبيض والقرلي والشفشافة والقليعي الإفريقي واللقلق الأبيض.
ينتشر في المحافظة (مثل باقي الدلتا) ثلاثة أنوع من الخفافيش، أكبرهم حجمًا خفاش الفاكهة المصري الذي يعيش في الحقول، والنوعان الآخران هما الخفاش كبير الذيل الفأري وخفاش القبور المصري. أما الثدييات المتوطنة فمنها ابن عرس المخطط والنمس المصري وجرذ العشب الإفريقي وزباب الزهور. تكاد الغربية تخلو من النباتات الأصلية التي كانت تكثر في وادي النيل ودلتاه مثل البردي واللوتس، وحلّ مكانها محاصيل اقتصادية مستوردة، وحتى الأشجار المشهورة فأغلبها أجنبية الأصل، مثل أشجار الكافور التي جُلبت من أستراليا وتنتشر اليوم في ربوع الريف.

## التقسيم الإداري

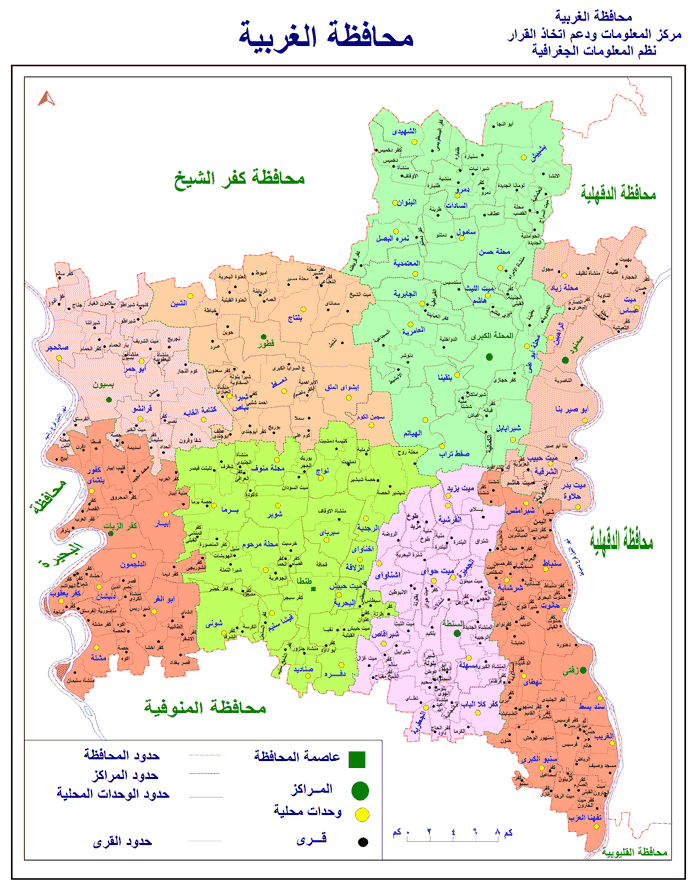
خريطة لمحافظة الغربية تظهر مراكزها والوحدات المحلية بها.

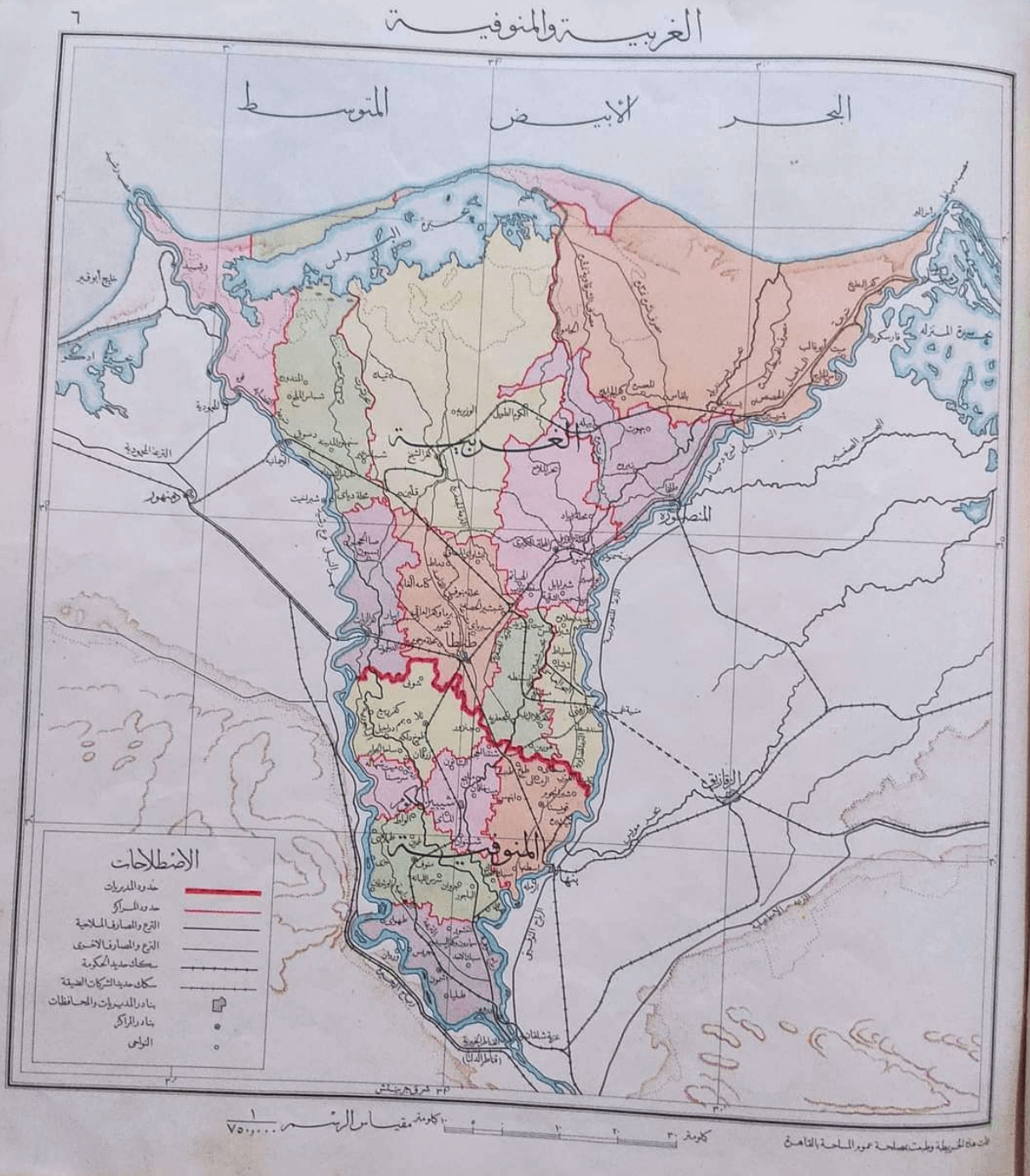
خريطة لمراكز مديريتي الغربية والمنوفية في عام 1914.

أمر محمد علي باشا بتقسيم ولايات القطر المصري، ومنها الغربية إلى أخطاط، وذلك عقب عمل مساحة لأطيان القطر المصري سنة 1813، ثم قسمت الغربية إلى مأموريات (أقسام) أعلى من الأخطاط في عام 1822. تختلف المصادر كثيرًا في التغيرات الإدارية التي أجريت على الأقسام الأصغر في تلك الفقرة، ويرجع ذلك إلى كثرة التبديل والتغيير في التقسيم الإداري المصري في عهد محمد علي.
ذُكر أن الولاية أصبحت تتكون من نصفين أول فيه أقسام طنطا والجعفرية وزفته جواد التي تنقسم إلى 14 خط، ونصف ثاني الذي فيه أقسام المحلة ونبروه وكفر الشيخ وفوه التي تتكون من 19 خط. لكن هذا التقسيم كان به عيب، وهو أن بعض الأخطاط كانت تتبع لقسمين في نفس الوقت، مما ترتب عليه صعوبة أداء الأجهزة الإدارية لمهامها وتشتيت الأهالي بين الأقسام المختلفة.
ذكر محمد رمزي أن الغربية قسمت سنة 1241 هـ إلى 6 مأموريات هي: المحلة الكبرى (فيها أقسام المحلة ونبروه وشربين) والجعفرية (فيها قسمي الجعفرية وطنطا) وزفتى (فيها قسمي زفتى وميت برة) وفوه (فيها قسمي بلاد الأرز غربًا وإدفينا) وكفر الشيخ (فيها قسمي كفر الشيخ والشباسات). ذكرت مصادر أخرى أن الولاية قسمت في 11 مايو 1826 إلى مأمورية قسم المحلة الكبرى ونبروه ومأمورية قسم الجعفرية وطنطا وزفتى جواد ومأمورية قسم كفر الشيخ وفوه بإجمالي 461 قرية، بالإضافة إلى مأمورية خليل بك التي كانت تشمل نواحي من توابع دمياط وفارسكور والمنزلة.
جُعلت الغربية مديرية في مايو 1833 بدلا من أن تسمى مأمورية، وقسمت في سنة 1835 إلى قسمين أول وثان. أقرت سياسة تسمية الأقسام الإدارية باسم «مراكز» سنة 1871، وفي نفس العام نقل ديوان قسم طنطا إلى محلة منوف وعرف المركز باسمها، ونقل قسم بسيون إلى كفر الزيات وأُطلق عليه اسمها. نقل ديوان قسم سمنود إلى المحلة الكبرى في عام 1882، ثم نقل ديوان محلة منوف إلى طنطا وديوان قسم الجعفرية إلى السنطة في عام 1884، غيرت أسماء 6 من مراكز الغربية سنة 1896 لتسمى باسم قواعدها. أما مركز سمنود فقد أنشئ عام 1871 ثم ألغي وأعيد إنشائه مرتين حتى صدر القرار النهائي بإنشائه في 2 مارس 1935. وصدر قرار إنشاء مركز قطور في 1948، ومركز بسيون في عام 1950.
تتكون المحافظة اليوم من 8 مراكز إدارية و7 أقسام و71 وحدة محلية يتبعها 320 قرية. توجد مطالبات وتحركات حكومية بجعل بشبيش مدينة يتبعها مركز منفصل عن مركز المحلة الكبرى. أكبر المراكز حسب المساحة والسكان هو مركز المحلة الكبرى يليه طنطا في المعيارين، وبالنسبة للكثافة السكانية فأعلها في مركز طنطا يليه المحلة الكبرى. أصغر المراكز مركز سمنود وأقلهم في السكان مركز بسيون وأقلهم في الكثافة السكانية مركز قطور.
| المراكز       | المراكز         | المراكز | الأقسام            | الأقسام      | الأقسام       |
| المركز        | الوحدات المحلية | القرى   | القسم              | عدد الشياخات | تاريخ الإنشاء |
| ------------- | --------------- | ------- | ------------------ | ------------ | ------------- |
| طنطا          | 13              | 48      | أول طنطا           | 10           | 1890          |
| المحلة الكبرى | 16              | 58      | ثاني طنطا          | 17           | 1912          |
| زفتى          | 9               | 54      | ثالث طنطا          | 6            | 2017          |
| سمنود         | 6               | 21      | أول المحلة الكبرى  | 3            | 1971          |
| السنطة        | 10              | 44      | ثاني المحلة الكبرى | 4            | 1971          |
| بسيون         | 4               | 28      | ثالث المحلة الكبرى | 4            | 2014          |
| كفر الزيات    | 7               | 37      | زفتى               | 6            | 2015          |
| قطور          | 6               | 30      | ـــــ              | ـــــ        | ـــــ         |

## السكان
بلغ عدد سكان المحافظة عددهم إلى 5,518,645 نسمة في تقدير 2025، منهم 3,835,556 نسمة يعيشون في الريف و1,683,089 يعيشون في الحضر. كان عددهم 4,999,633 نسمة في تعداد 2017، منهم 3,594,336 نسمة (71,9%) يعيشون في الريف و1,405,297 (28,15) يعيشون في الحضر، وبلغ عدد ذكور المحافظة 2,555,317 نسمة وعدد الإناث 2,444,170 نسمة. يتوقع أن يصل عدد السكان إلى 6,671,738 نسمة في عام 2030.
عدد الأسر بالمحافظة 1307.12 ألف أسرة، بمتوسط حجم 3.83 فرد. يبلغ معدل المواليد 17.8 ألف مولود حي لكل نسمة وهو أقل من متوسط الجمهورية (البالغ 21.2)، ومعدل الوفيات 6.1 متوفي لكل نسمة وهو أعلى بقليل من متوسط الجمهورية (البالغ 5.8)، أي أن معدل الزيادة الطبيعية يبلغ 11.7 مولود جديد لكل ألف نسمة. سُجل في الدفاتر الحكومية 9.1 عقد زواج مقابل 2.5 شهادة طلاق لكل ألف نسمة، في حين بلغ متوسط عمر الذكور عند الزواج الأول 30.1 سنة مقابل 24.4 سنة للإناث.

### الدين

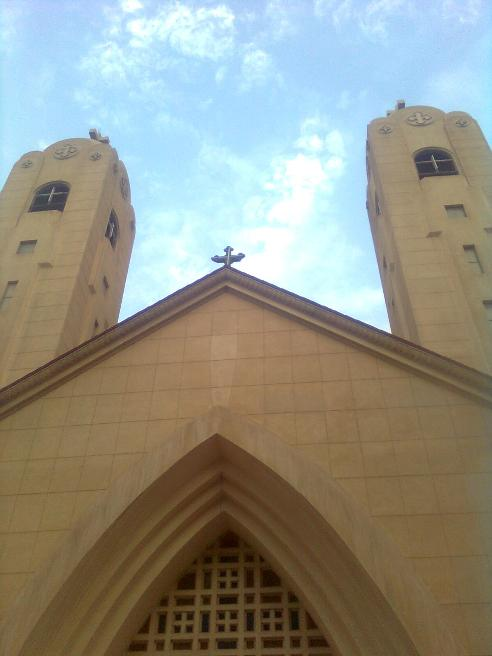
كنيسة ماري جرجس (الأقباط الكبرى) بطنطا.

لا توجد نسبة حديثة واضحة لأتباع الديانات والطوائف، بسبب توقف الإحصاءات الرسمية المصرية عن ذكر عدد أتباع الديانات والطوائف منذ تعداد 1986. لكن مثل باقي محافظات ومدن مصر فالمسلمون السنة يشكلون أغلبية سكان المحافظة، يليهم المسيحيين الأرثوذكس مع وجود للطوائف الإسلامية والمسيحية الأخرى. ذكر في تعداد عام 1986 وجود 2,835,472 مسلم (98.29%) و49,085 مسيحي (1.70%) وثلاثة من اليهود و38 من أتباع الديانات الأخرى. يبلغ عدد المساجد بالمحافظة 3399 وزاري و1418 مسجد تشرف عليه مديرية الأوقاف و63 كنيسة ودير.
أما اليهود فكانت لهم جاليات صغيرة في طنطا والمحلة الكبرى وزفتى وكفر الزيات، وهذه المدن الأربع كان لها فيها معابد يهودية بالإضافة إلى مدرسة للاتحاد الإسرائيلي العالمي بطنطا. أقدم معابدهم تلك خوخة اليهود بالمحلة التي أنشئها الحاخام اليهودي حاييم الأمشاطى في عام 1044، وهي الباقية بين جميع معابدهم في الغربية. لطالما كانت مدن المحافظة من مراكز الوجه بحري التي يهاجر إليها اليهود، وقد كان لهم دور في الاقتصاد المدن التي استقروا بها، فقد عمل يهود المحلة في نسج الحرير والطب وجباية الضرائب والتجارة. وكان يهود زفتى أصحاب المناصب الدينية الرئيسة بالدلتا بأسرها. كان أغلب يهود المحافظة من طائفة الحاخامية وأقلية منهم كانوا من اليهود القرائين.

### الهجرة
صدرت الغربية على مدى عقود أعداد كبيرة من المهاجرين إلى باقي محافظات الجمهورية. فقد بلغ صافي عدد المهاجرين منها نحو 23 ألف مهاجر في عام 1927، وارتفع العدد إلى نحو 76 ألف مهاجر في عام 1947، ثم قفز العدد إلى ما يقارب 1,5 مليون مهاجر في النصف الثاني من القرن العشرين. لكن انخفضت وتيرة الهجرة ليبلغ صافي الهجرة -0,29% في تعداد 1986 وقلت أكثر لتصل إلى -5,8% في تعداد 1996. بلغ رقم صافي المهاجرين 151,652 نسمة في تعداد 2006، ثم وصلت المحافظة في تعداد 2017 إلى حالة يتساوى فيها تقريبًا عدد المهاجرين مع عدد الوافدين.
أولى اتجاهات الهجرة كانت إلى محافظتي كفر الشيخ والبحيرة في أوائل ومنتصف القرن العشرين. ثم تحولت الوجهة تدريجيًا إلى محافظات القاهرة الكبرى والإسكندرية التي استقبلت النسبة الكبرى من المهاجرين؛ إذ استقبلت محافظات القاهرة الكبرى نحو 104 ألف مهاجر، منهم 68 ألف مهاجر استقروا في محافظة القاهرة لوحدها؛ في حين استقبلت الإسكندرية نحو 30 ألفًا، وذلك وفق بيانات تعداد عام 1996. تراجعت وتيرة الهجرة إلى هاتين المنطقتين في بداية الألفية بسبب عودة بعض المهاجرين إلى المحافظة، والاتجاه نحو الهجرة إلى المحافظات التي تتوفر فيها فرص العمل مثل شمال سيناء وجنوب سيناء ومطروح والبحر الأحمر.
ولكن رغم ما ذكر عن تطردها للسكان، فالمحافظة تستقبل أعداد من المهاجرين من المحافظات المجاورة لها وأعداد محدودة من محافظات الحدود والوجه القبلي. النسبة الأكبر من الوافدين كانوا من شرق الدلتا (محافظتا الدقهلية والشرقية) ومحافظة المنوفية ومحافظات القاهرة. يضعف هذا التيار مع الزمن لضعف عوامل الجذب السكاني في المحافظة؛ ويدل على ذلك أن عدد مهاجري شرق الدلتا قل من 26 ألف مهاجر في عام 1960 إلى 17 ألف مهاجر في عام 1996، ومثله عدد المهاجرين من المنوفية الذي انخفض من 23 ألف في عام 1960 إلى نحو ثمانية آلاف مهاجر فقط في عام 1996، ومع ذلك تستمر الهجرة من القاهرة الكبرى، وما زالت المحافظة مع المنوفية وجهة من يهاجر من القاهرة إلى إقليم الدلتا.

### القبائل
هاجر إلى أرض المحافظة عدد من القبائل العربية، فقد استقر بنو سنبس من طيء وبطونهم، ومن بينهم الخزاعلة الذين يُنسب إليهم كفر خزاعل وبنو رميح وبني عناز. كما نزل من حالف بني سنبس مثل بنو عدوة من قضاعة، واستقر بها بنو يزيد من كهلان والعمريون من بني عدي فضلًا عن بطون من جذام وبنو كنانة وبنو مزيد الذين تنسب إليهم طوخ مزيد وبنو وائل وعزالة واللزد. ونزل بها جماعات من الأمازيغ من قبائل كتامة ولواتة وسكنت طوائف من مزاته المحلة وسمنود وما حولهما.

### البلدات الكبرى
فيما يلي أكبر البلدات في المحافظة بحسب تقدير يوليو 2018؛ وتجدر الإشارة إلى أن آخر أربع بلدات هي قرى وليست مدنًا غير أن عدد سكانها يفوق عدد سكان مدينتي السنطة وقطور.

## الاقتصاد
بلغت الإيرادات التقديرية للمحافظة في خطة الموازنة التخطيطية (التقديرية) لمحافظة الغربية في العام المالي 2024 مبلغ 28,681,000 جنيه، وبلغت جملة المصروفات التقديرية 26,878,465 جنيه بفائض 1,802,535 جنيه. بلغ الناتج المحلي الإجمالي للمحافظة 173,762,730.9 جنيه في العام المالي 2020-21. إجمالي القوة العمالة في الغربية 1,799,000 نسمة، عدد المشتغلين منهم 1,624,900 نسمة وعدد العاطلين 174,100 نسمة.

### البطالة
تذبذبت نسب البطالة في المحافظة بين ارتفاع وانخفاض منذ بدأ التسجيل في عام 1960، حين بلغت آنذاك 1.4% من مجموع القوة العاملة، ثم ارتفعت إلى 9.1% سنة 1976، وقفزت إلى 14.8% في عام 1986. وتراجعت نسبيًا إلى 12.1% عام 2006، قبل أن تبلغ ذروتها عند 18.3% في عام 2014، ثم بدأت بالانخفاض في السنوات الأخيرة لتبلغ 9.7% في عام 2025. تقل مساهمة الإناث عن الذكور في قطاع العمل، يوعد ذلك إلى تفضل الإناث العمل بالقطاع الحكومي والعام عن القطاع الخاص. يترتب على البطالة تأخر سن الزواج وانخفاض مستوى معيشة الفرد وارتفاع نسبة الإعالة الحقيقة وزيادة معدلات الجريمة.
تعزى نسب البطالة إلى مجموعة من العوامل، من أبرزها تراجع دور الحكومة في تعيين خريجي الجامعات بالقطاع العام، وانخفاض عدد المشروعات الكبرى القادرة على استيعاب العمالة، إلى جانب المنافسة الشديدة التي تواجهها الصناعات المحلية من السلع المستوردة، والتوسع في استخدام الآلات والميكنة مما قلص الحاجة إلى الأيدي العاملة. يُضاف إلى ذلك ضعف التنسيق بين السياسات التعليمية واحتياجات سوق العمل مما يخلق فائض في تخصصات تشبع منها الأخير. يُشكِّل الشباب دون سن الخامسة والعشرين نسبة كبيرة من المتعطلين ويدل على ذلك أنهم مثّلوا قرابة خمسي العاطلين بالمحافظة في عام 2014، ويُعزى ذلك إلى عدم خبرة الشباب في هذا العمر وقلة تأهيلهم وتدريبهم.

### الزراعة

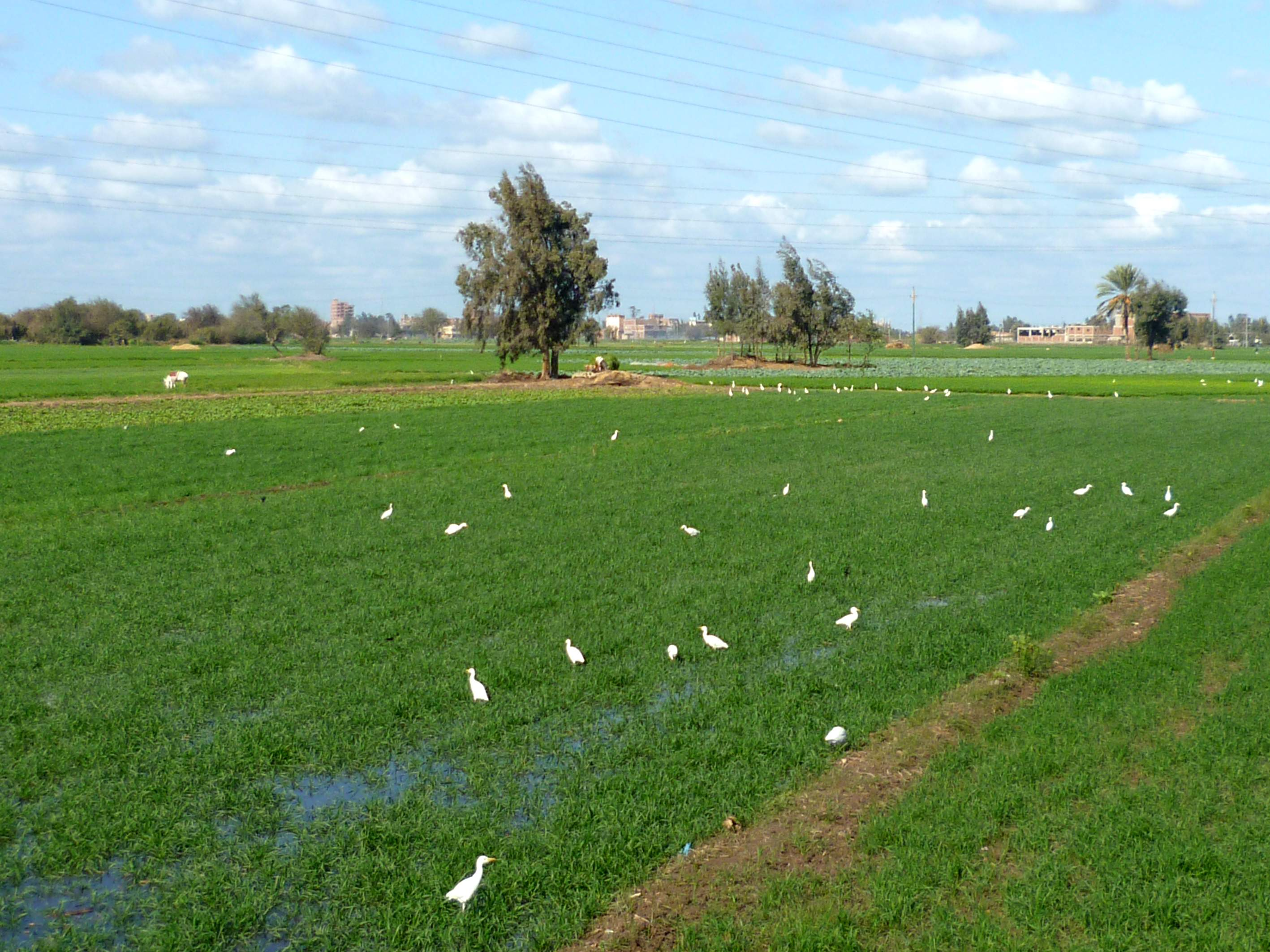
صورة لحقل في بلقينا بمركز المحلة.

القطاع الزراعي هو أهم الأنشطة الاقتصادية بالمحافظة، تبلغ إجمالي المساحة المحصولية بها 735,992 فدان (2021)، مقسمة إلى 647,163 فدان مزروعة بالمحاصيل (5,423,038 طن) و61,744 فدان بالخضار و26,683 فدان بأشجار الفاكهة و376 فدان بنخيل البلح و26 فدان بالأشجار الخشبية. ذكر مركز المعلومات ودعم اتخاذ القرار أن المساحة المزروعة في المحافظة 359.81 ألف فدان (الثامنة على الجمهورية) والمحصولية 726.36 ألف فدان. بينما كانت المساحة المزروعة تبلغ 398 ألف فدان في عام 1996. يوجد بها 11,615 صوبة زراعية تنتج 42,578 طن من المحاصيل.

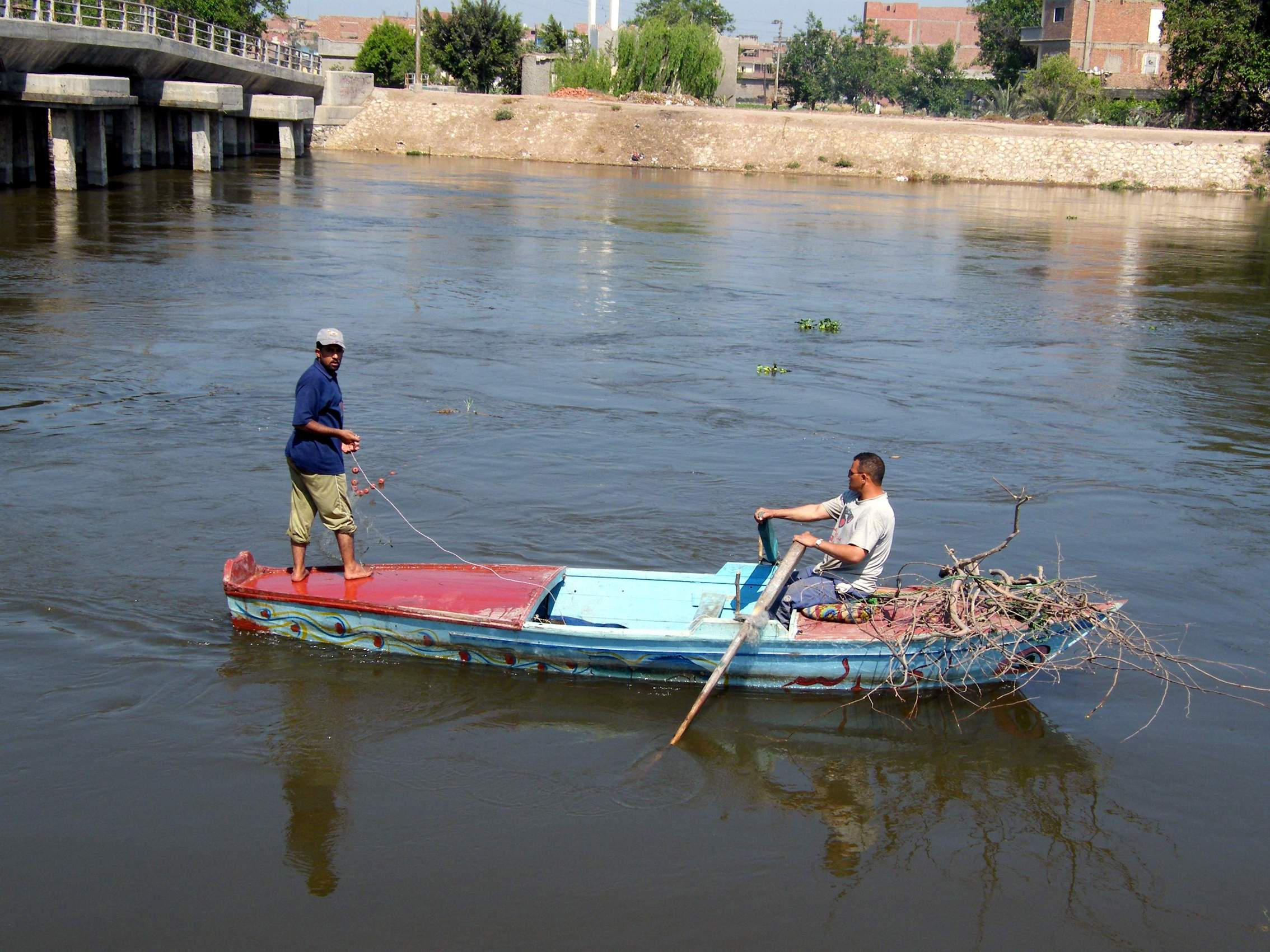
صيادان ببحر شبين قرب شبرا ملكان

أهم محاصيل المحافظة هي البصل والقمح والأرز والذرة والبطاطس والكتان والبصل، تتصدر المحافظة قائمة منتجي الأخير في الجمهورية (920,540 طن) وهي ثاني أكبر منتج للعنب (98,73 ألف طن). ذكر وكيل وزارة الزراعة بالغربية خالد أبو شادي أن الفلاحين زرعوا في موسم حصاد بداية عام 2024 نحو 116,566 فدان قمح و34,650 فدان بصل و25,548 فدان بطاطس و11,102 فدان كتان و8529 فدان بنجر و5094 فدان كمون و259 فدان ثوم و2720 فدان فول و8469 فدان خضار و6998 فدان ذرة، ذكر أبو شادي أيضا أن الغربية زُرع بها 11,234 فدان قطن في موسم 2023 /2024.
تظهر كذلك الزراعات غير التقليدية، مثل زراعة السمسم الذي زرع منه المحافظة 53.2 ألف طن بعام 2021، أو زراعة الياسمين في قرية شبرا بلولة السخاوية التي تنتج 2500 طن منه أي 60% من الإنتاج العالمي. يوجد بالمحافظة محطة للبحوث الزراعية بقرية الجميزة أنشئت عام 1960، تحتوي المحطة على 48 قسمًا بحثيًا يمثلون 8 معاهد بحثية مختلفة، يبلغ إجمالي عدد العاملين بها 638 ما بين باحثين وأخصائيين وعمال.
بلغ رؤوس الحيوانات بالمحافظة 319,570 في عام 2021، وبلغ عدد الدواجن 72,872 طائر في عام 2017. تغيرت تركيبة الحيوانات بالمحافظة في العقدين الماضيين، إذا زادت أعداد البقر على حساب أعداد الجاموس والماعز والأغنام والجمال التي قلت كثيرًا. يوجد فيها 70 مصنع للأعلاف و21 مجرز يدوي حكومي للماشية، تنتج هذه المجازر 13,97 ألف طن من اللحوم الحمراء ونحو 0.32 ألف طن من اللحوم البيضاء. تنتج المحافظة أيضا كميات من الأسماك، بلغت 6.87 ألف طن من أسماك المياه العذبة في عام 2022. تعتزم المحافظة افتتاح محطة إنتاج بيض المائدة بقرية كفر الشيخ سليم، والتي من المفترض أن تنتج 70 مليون بيضة سنويًا تحقق الاكتفاء الذاتي للمحافظة.
| النوع      | الأبقار | جاموس   | الأغنام | ماعز   | جمال | الدواب الأخرى | الإجمالي |
| ---------- | ------- | ------- | ------- | ------ | ---- | ------------- | -------- |
| عدد الرؤوس | 146,513 | 101,943 | 35,875  | 12,484 | 167  | 22,588        | 319,570  |

### الصناعة

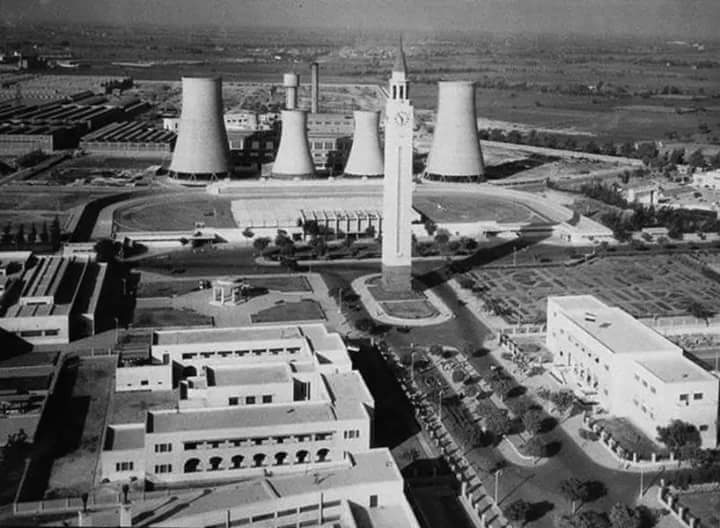
صورة في الخمسينيات لشركة الغزل والنسيج.

عرفت مدن محافظة الغربية في العهد الإسلامي بتميزها بإنتاج المنسوجات مثل البسيوني، أو الكركه الذي كان يُصدر لسوريا. واليوم تضم المحافظة 4,325 منشأة صناعية مسجلة، يعمل بها نحو 100,170 عاملًا، تشتهر هذه المنشآت بصناعة النسيج والصناعات الغذائية خاصة، تليها الصباغة وصناعة الزيوت والصابون والأسمدة والمبيدات والكيماويات والورق والأثاث. وتعتبر المحلة الكبرى هي قلعة الغزل والنسيج بمصر، إذ تحتوي المدينة بالمدينة ما يزيد عن 471 مصنعًا للغزل، من بينها شركة مصر للغزل والنسيج بالمحلة الكبرى عام 1927 التي أنشئت على يد طلعت حرب وعبد الحي خليل، وبدأت معها صناعة النسيج الحديثة في المحافظة، وتنتج الشركة اليوم 15 طن غزل رفيع يومي و20 طن غزل سميك يوميًا. تمتلك الشركة فرعًا في سمنود يُعرف بشركة سمنود للنسيج والوبريات، إضافة إلى وجود شركة متخصصة في صناعة الكتان بطنطا.
يوجد بالمحافظة ما يقارب من 1400 مصنع غذائي، تعد صناعة الزيوت أكبر صناعات قطاع التصنيع الغذائي إذ تشكل ما يقارب خمس القطاع كله بإجمالي إنتاج نحو 23.3 ألف طن من الزيوت، وتليها صناعة الجبنة البيضاء بنحو خمس القطاع بإجمالي 4 آلاف طن، ثم المخللات التي تشكل 12% بإنتاج 4.7 ألف طن، ثم الحلاوة الطحينية بنسبة 12% وإنتاج 10.4 ألف طن، ثم الأسماك المدخنة والمعكرونة وتجفيف الفواكه والزبادي. يساهم القاع أيضا في إنتاج نحو 48.1% من إنتاج مصر الفعلي من الأسماك المدخنة، ونحو 29.9% من الفواكه المجففة. ويوجد في كفر الزيات صناعة المبيدات المتمثلة في شركات الملح والصودا المصرية (1899) والشركة المالية والصناعية المصرية (1929) وشركة كفر الزيات للمبيدات والكيماويات (1957).
يزرع أهالي قرية شبراملس الكتان، ويحوله إلى خام 29 مصنعًا بالقرية، يُخصص الجزء الأكبر منه للتصدير. أعلن في عام 2022 عن تأسيس منطقة صناعية خصصت لإنتاج الأثاث بقرية كتامة الغابة، ويوجد بكتامة اليوم 504 ورشة يعمل فيها 2424 وبها 220 معرض للأثاث. تعرف قرية الفرستق بأنها أكبر قرية منتجة للفخار بالمحافظة وتضم نحو 200 ورشة لصناعة الفخار والخزف. توجد الكثير من مصانع إنتاج الفحم النباتي في قريتي قرنشو وتاج العجم، والطوب الطفلي في قرى مركزي زفتى وكفر الزيات، وإعادة تدوير إطارات السيارات في قريتي ميت الحارون وكفر ميت الحارون، إلا أن هذه الصناعات بدائية والعاملين بها غير مؤهلين، وهو ما يُسبب أضرارًا صحية للعاملين بها ويُسهم في تلوث البيئة، مما ينعكس سلبًا على جودة الإنتاج الزراعي في تلك القرى.

### السياحة

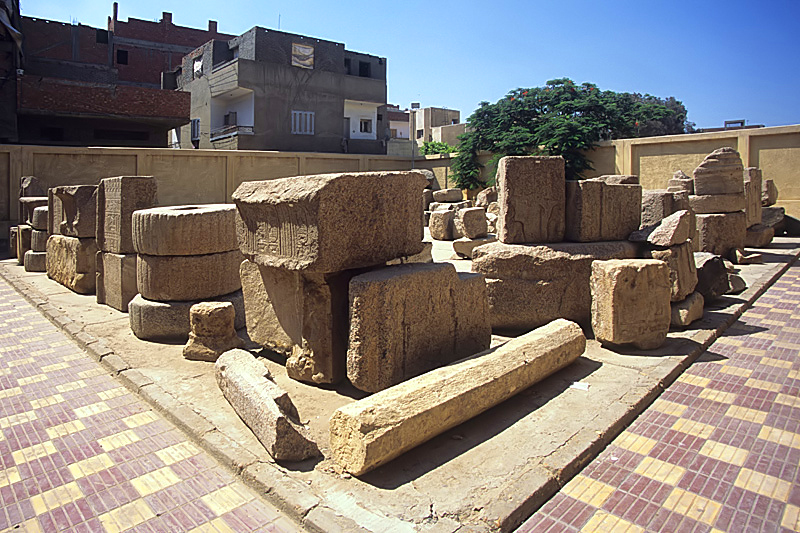
أحجار معبد سمنود.

تتعدد المناطق الأثرية بالغربية، غير أن أغلبها خرب واندثر منذ زمن بفعل والعوامل الطبيعية والبشرية، كما نُقلت الكثير من أثراها إلى الخارج، وبعضها معروضة اليوم بالمتاحف الأوروبية. بالنسبة للمناطق الأثرية الفرعونية الباقية فهي أربعة مواقع، منها موقع صا الحجر (سايس) التي كانت عاصمة المقاطعة الخامسة وعاصمة الأسرتين الرابعة والعشرين والسادسة والعشرين. يوجد في تل المدينة العديد من التماثيل والتوابيت وشواد القبور، بعضها معروضة اليوم بمتاحف القاهرة والخارج، بينما استُخدم بعضها في تشييد مبانٍ في القرى المجاورة للمنطقة. يشمل النطاق الأثري لصا الحجر على تل الكوادي، الواقع على بُعد نحو كيلومترين شمال شرق التل الرئيس، قد كان هذا التل مقبرة عامة لأهالي سايس لذا عثر فيه على توابيت ومقابر وقطع حجرية وتمائم.
الموقع الثاني هو معبد بهبيت الحجارة الذي تبلغ مساحته ما يزيد عن أربعة أفدنة. يوجد في الموقع أطلال معبد قديم أقامه نختنبو الأول وأضاف عليه ملوك البطالمة، تحتفظ بعض حجارة المعبد بحالتها الأول من الرسوم والنقوش والألوان. وعثر أيضا بالموقع على تماثيل وتوابيت. الموقعان الأخران هما موقع أبو صير الذي عثر فيه على تمثال للملك بسماتيك الأول وبعض من الآثار الأخرى، ومعبد سمنود الذي بُني في عهد الأسرة الثلاثين والبطالمة وكرس لعبادة أنحور وزوجته محيت، يقع المعبد اليوم خلف مستشفى المدينة المركزي ولم يتبقَ منه سوى بعض الكتل الجرانيتية. تنتشر في أنحاء المحافظة قطع أثرية، كثير منها نُقل من مواقعه الأصلي إلى المكان الذي اكتشف فيه، منها الأثار المكتشفة في القطع الجرانيتية والتوابيت والتماثيل التي وُجدت في مدينة المحلة الكبرى، والقطع الفخارية التي غثر عليها بطنطا، إلى جانب القطع الحجرية والرخامية المكتشفة في قرى محلة مرحوم ونمرة البصل وبلتاج وإبيار والنحارية. واكتشفت عملات معدنية وقطع فخارية في تل أبا يزيد بمركز قطور.

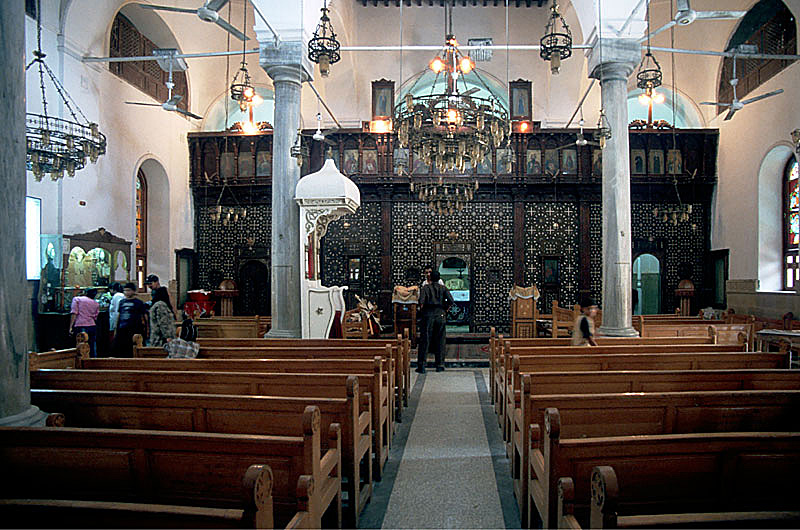
كنيسة الشهيد أبانوب.

فيها عدد من الآثار القبطية أهمها كنيسة الشهيد أبانوب بسمنود، التي تعتبر بحسب العقيدة المسيحية أقامت بها مريم العذراء ويسوع أثناء الهرب إلى مصر، وفيها جسد أبانوب النهيسي والكثير من الأيقونات الأثرية وحوض جرانيتي يقال أن العذراء كانت تعجن فيه. بالإضافة إلى كنيسة الشهيد رفقة بسنباط، التي تعتبر من أقدم كنائس المحافظة ومسجلة في عدد الأثار الإسلامية والقبطية وفيها الكثير من قبور القديسين، وكنيسة العذراء وير مارمينا وكنيسة مار جرجس بإبيار، وكنيسة الأقباط بطنطا وكنيسة مار جرجس بالمحلة.

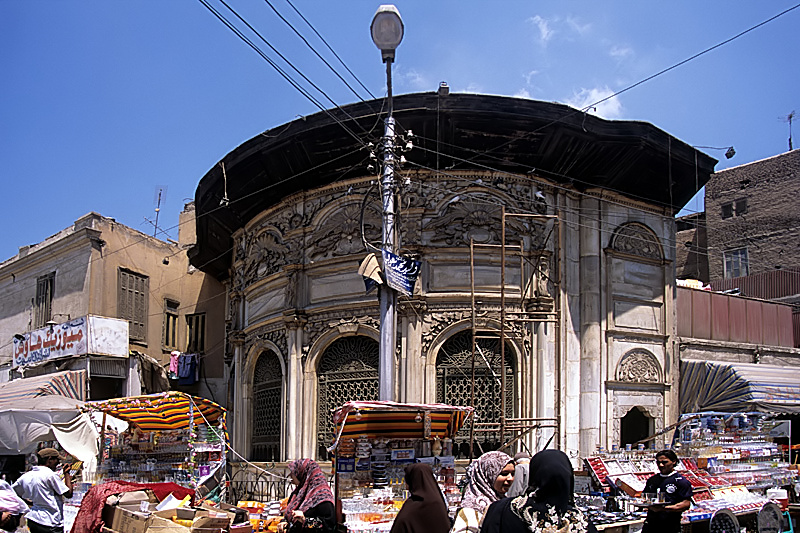
السبيل الأحمدي بالقرب من مسجد البدوي، أنشئ السبيل في عهد

أما الآثار الإسلامية فمنها أشهر ما بالمحافظة مسجد أحمد البدوي الذي يقام مولده الكبير لمدة أسبوع في شهر أكتوبر ويقال أنه يجذب ما بين مليون وثلاثة ملايين زائر. كان المسجد زاوية صغيرة للطريقة الأحمدية في القرن السابع الهجري، ثم أقام عليه السلطان المملوكي الأشرف قايتباي مئذنة وقبة، وفي العهد العثماني بني علي بك الكبير المسجد الحالي وأوقف عليه الأراضي الزراعية للإنفاق على المسجد والعلماء والفقراء وطلاب العلم وأتباع الطريقة الأحمدية. فيها الكثير من الأسبلة والحمامات والمساجد، من أبرزها مسجد البورصة (محمد البهي) بطنطا والذي يقال أنه أسس وقت الخلافة الراشدة، والمسجد الغمري الراجع للعهد الفاطمي ومسجد المتولي ووكالة الغوري بالمحلة، وحمام سمنود الذي بُني في عام 1748، ولا يزال محتفظًا بهيئته الأصلية منذ ذلك الحين، ومسجد الشيخ علام والجامع العمري ومدرسة محمد بن بغداد بمحلة مرحوم ومسجد البجم بإبيار.

## البنية التحتية

### النقل

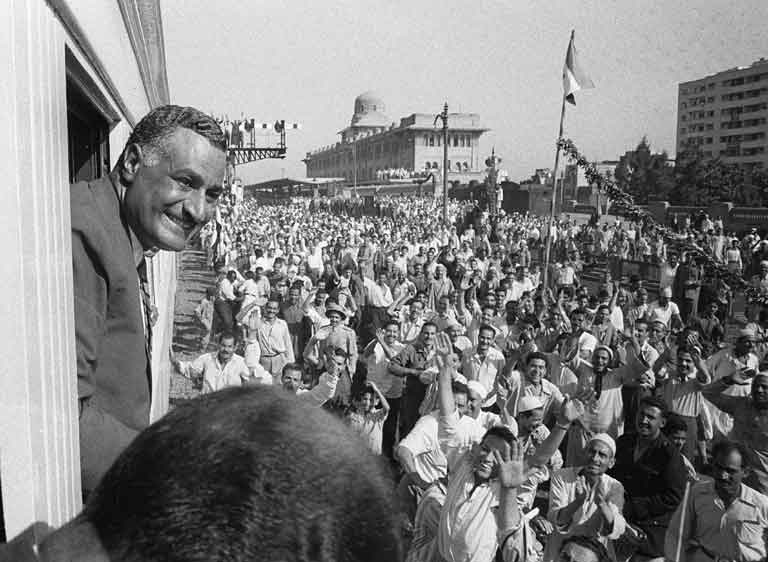
الرئيس جمال عبد الناصر عند مغادرته محطة قطار طنطا بأغسطس 1959.

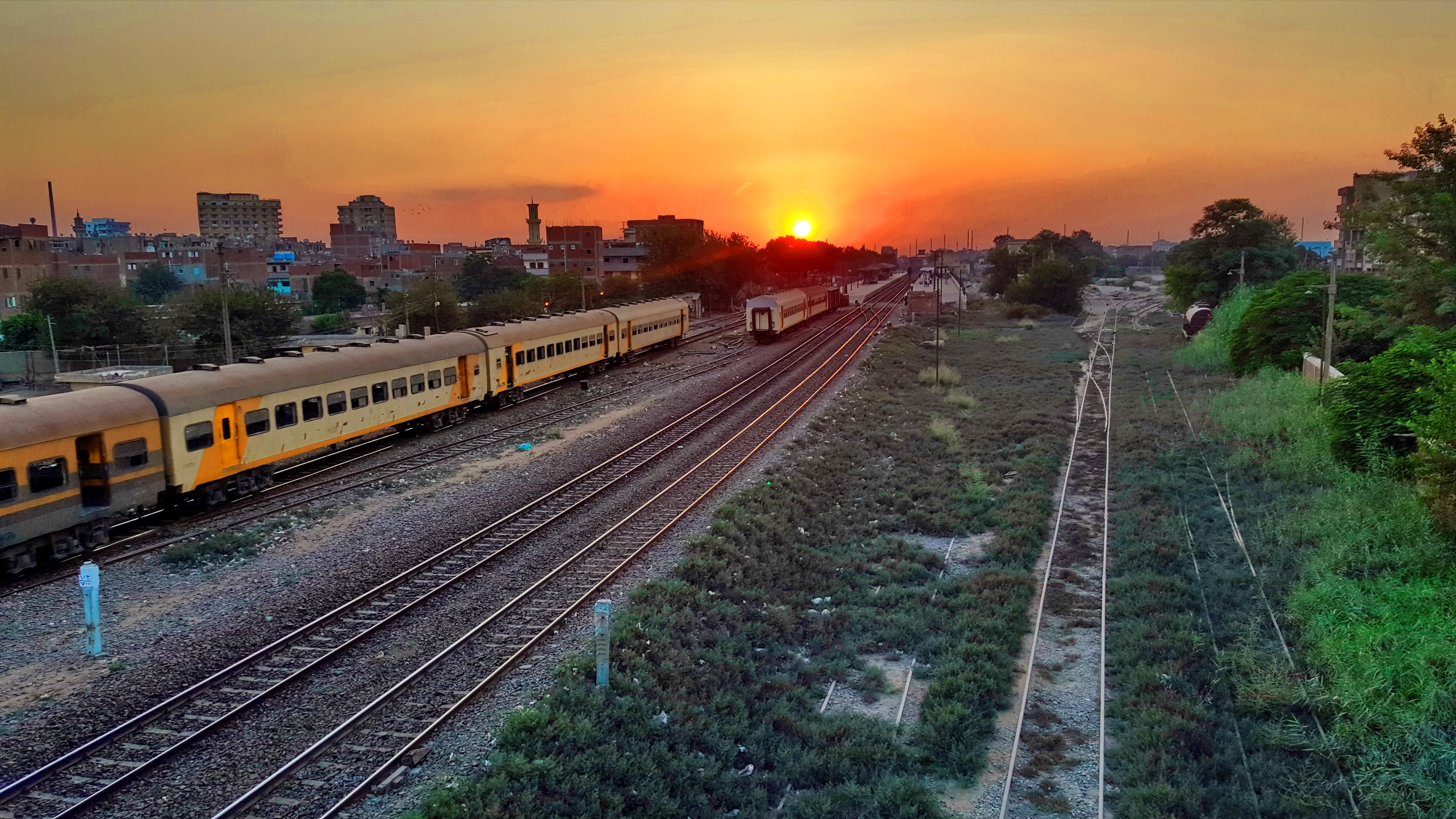
قطارات بمحطة كفر الزيات.

المحافظة نقطة محورية للربط بين القاهرة والسواحل الشمالية ومدن القناة، بلغ طول شبكة طرق المحافظة 4743 كم في عام 2021، طول الطرق المرصوفة منها 3491 كم والطرق الترابية 1252 كم. أهم طريق يمر بالمحافظة هو طريق القاهرة الإسكندرية الزراعي ثم الطريق المؤدي إلى دمياط والذي يمر بالمحلة وسمنود فالدقهلية ويربط المحافظة بميناء دمياط. يليهم في الأهمية الطرق الفرعية التي تربط طنطا بزفتى وشبين الكوم وكفر الزيات وبسيون والطريق الرابط بين المحلة وكفر الزيات.
جميع مدن المحافظة متصلة بشبكة السكة الحديد باستثناء بسيون. المحطة الرئيسية بالمحافظة هي محطة طنطا، أكبر محطة قطارات بالدلتا وثاني أقدم محطة في مصر بعد محطة مصر بالقاهرة. يخترق المحافظة خط القاهرة الإسكندرية، الذي يمر ببنها وبركة السبع قبل أن يصل إلى طنطا ويتابع إلى كفر الزيات ثم البحيرة. ويعبرها خط طنطا المنصورة دمياط الذي يبدأ من طنطا ويوازي الطريق السريح المتجه إلى دمياط. وتمر ثلاثة خطوط فرعية أخرى بالمحافظة، وهي خط طنطا السنطة زفتى الزقازيق وخط طنطا منوف قليوب وخط كفر الشيخ طنطا الذي يمر بقطور ويصل المدينتين بمدن شربين وبيلا ودسوق. وينتهي خط بنها منوف عند محطة كفر الزيات، وعند زفتى ينتهي بنها ميت غمر، كما ترتبط محطة السنطة بخط محلي يصلها بمحطة محلة روح.
كان يوجد ما مجموعه 514,184 مركبة في المحافظة في عام 2022. يوجد فيها 183 كوبري تابع للهيئة العامة للطرق والكباري، و189 للمحليات، و2097 لوزارة الموارد المائية والري على الترع والقنوات المائية. لا توجد مطارات بالمحافظة وأقرب المطارات لها مطار القاهرة الدولي ومطار برج العرب الدولي بالإسكندرية، ولا توجد موانئ نهرية بها.

### الرياضة
يوجد في الغربية 34 نادي رياضي و238 ملعب واستاد واحد هو ستاد طنطا و285 مركز شباب تخدم 203,87 ألف عضو. أقدم النوادي الكروية في المحافظة نادي بلدية المحلة الذي تأسس عام 1931 باسم نادي فاروق، ويلعب حاليًا في الدوري المصري الممتاز. لكن أشهرها النادي المحلي أيضًا غزل المحلة (1936) الذي فاز بالدوري المصري الممتاز 1972–73. يليهم في الشهرة نادي طنطا (1932) الذي يلعب في الدوري المصري الدرجة الثانية، ويعلب معه في نفس الدرجة نادي مالية كفر الزيات (1948).

### الثقافة

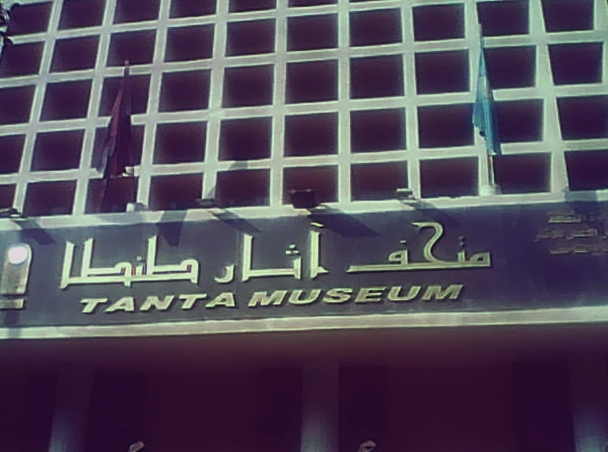
لافتة متحف طنطا بشارع محب قبل تطويره.

تتوجد شبكة متنوعة من المنشآت الثقافية بالغربية تشمل 12 قصر وبيت للثقافة (2021)، و49 مكتبة ما بين مكتبة عامة ومكتبة ملحقة بأحد قصور الثقافة والمكتبات الملحقة بالمعاهد والكليات و83 قاعة إطلاع، مجموع مقتنيات هذه المكتبات 440 ألف كتاب. المتحف الوحيد بالمحافظة هو متحف طنطا الذي افتتح في عام 1913 ويحتوي آثار من المواقع الأثرية بالمحافظة وآثار من محافظات ومتاحف أخرى بقصد إثراء المجموعة. المتحف مكون من خمس طوابق الطابق الأول مخصص للآثار الإسلامية والطابق الثاني للمخطوطات والطابق الثالث للآثار المصرية في العصرين اليوناني والروماني وكذلك الآثار القبطية والطابق الرابع به الآثار المصرية القديمة والخامس مكاتب إدارية.
أحد أبرز المؤسسات الثقافية بالمحافظة هي دار الكتب بطنطا التي يزيد عمرها عن مئة عام والتي يتوفر فيها ثلاثين ألف كتاب ومجلد في مختلف المجالات وفيها عدد من المخطوطات العربية، ومكتبة الجامع الأحمدي التي أسست عام 1898 في عهد الخديوي عباس حلمي الثاني بمجموعات الكتب التي كانت بحوزة مدرّسي مسجد أحمد البدوي، يوجد في المكتبة 10,200 كتاب و11,780 مجلد منها 1500 مخطوطة في شتى المجالات سوى الشرعية أو الأثرية.

### الصحة

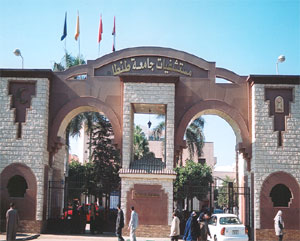
مدخل مستشفى طنطا الجامعي.

القطاع الصحي في المحافظة أفضل عمومًا من متوسط القطاع الصحي المصري. إجمالي عدد أسرة مستشفيات المحافظة 6999 سرير نسبة الحكومي منها الثلثين والثلث الباقي الأسرة بالقطاع الخاص، يعمل في هذه المستشفيات 10,605 طبيب بشري و15,828 ممرض. عدد أطباء الأسنان القائمين بالعمل بالمحافظة 3358 والصيادلة 8362. كان عدد الصيدليات المسجلة 5045 صيدلية عامة عام 2022، إحدى عشر صيدلية منها فقط تقدم خدمة ليلة. معدلات صحة الأطفال بالمحافظة متأخرة عن المتوسط المصري، فتبلغ معدلات وفيات الأطفال 13,4 طفل من كل ألف طفل حديث الولاية و21,1 من ألف طفل رضيع و24,9 طفل من كل ألف طفل دون الخامسة، كما توجد نسبة معتبرة من حالات التقزم عن الأطفال دون سن الخامسة.

### الطاقة
تستهلك المحافظة 5277 مليون كيلوواط ساعة سنويًا في الصناعة والاستهلاك المنزلي، ويشترك في خدمات الكهرباء 2262.51 ألف مشترك. بلغ استهلاك الغربية من الغاز الطبيعي نحو 99,700 مليون متر مكعب في عام 2020، ويشترك في هذه الخدمة 666.71 ألف مشترك فقط. تتصدر مدينة طنطا المدن في الاستهلاك تليها المحلة الكبرى ثم زفتى فسمنود وأخيرًا كفر الزيات. وكانت طنطا أولى مدن المحافظة التي وصلها الغاز الطبيعي في عام 2001 تلتها المحلة الكبرى في عام 2006 ثم سمنود في عام 2009 وزفتى في عام 2017 وكفر الزيات في عام 2018.
يوجد بالمحافظة خط رئيسي لنقل الغاز قطره 28 بوصة يمر بمدن المنصورة وسمنود وطنطا وقويسنا وبنها والقاهرة. وتُوجد بطنطا معامل لتكرير البترول تتبع شركة القاهرة لتكرير البترول، تبلغ قدرتها التشغيلية نحو 1.5 مليون طن سنويًّا من البترول الخام. أعلنت شركة سي دراجون الكندية في عام 2017 عن اكتشاف حقل غاز طبيعي بقرية كفر الجزيرة بمركز زفتى، تُشغل الحقل شركة بترو جنوب دسوق، ويُقدَّر إنتاجه بنحو 60 مليون قدم مكعب من الغاز الطبيعي يوميًّا ونحو 200 برميل يوميًّا من المتكثفات البترولية الخفيفة.

### أخرى
يوجد في المحافظة 21 شركة للتأمين، و165 فرع للبنوك العاملة بكثافة مصرفية تبلغ 33.14 ألف نسمة للفرع، وهو معدل أعلى من معدل الجمهورية البالغ 22,63 ألف نسمة للفرع. وبها 301 مكتب بريد حكومي عامل و102 سنترال للاتصالات بسعة 982.11 بينما عدد المشتركين 650.61 ألف مشترك. وفي مجال الإعلام تبث القناة السادسة المحلية من طنطا منذ انطلاقها في مايو 1994، موجهة خدماتها لمحافظات إقليم الدلتا الخمس.

## التعليم

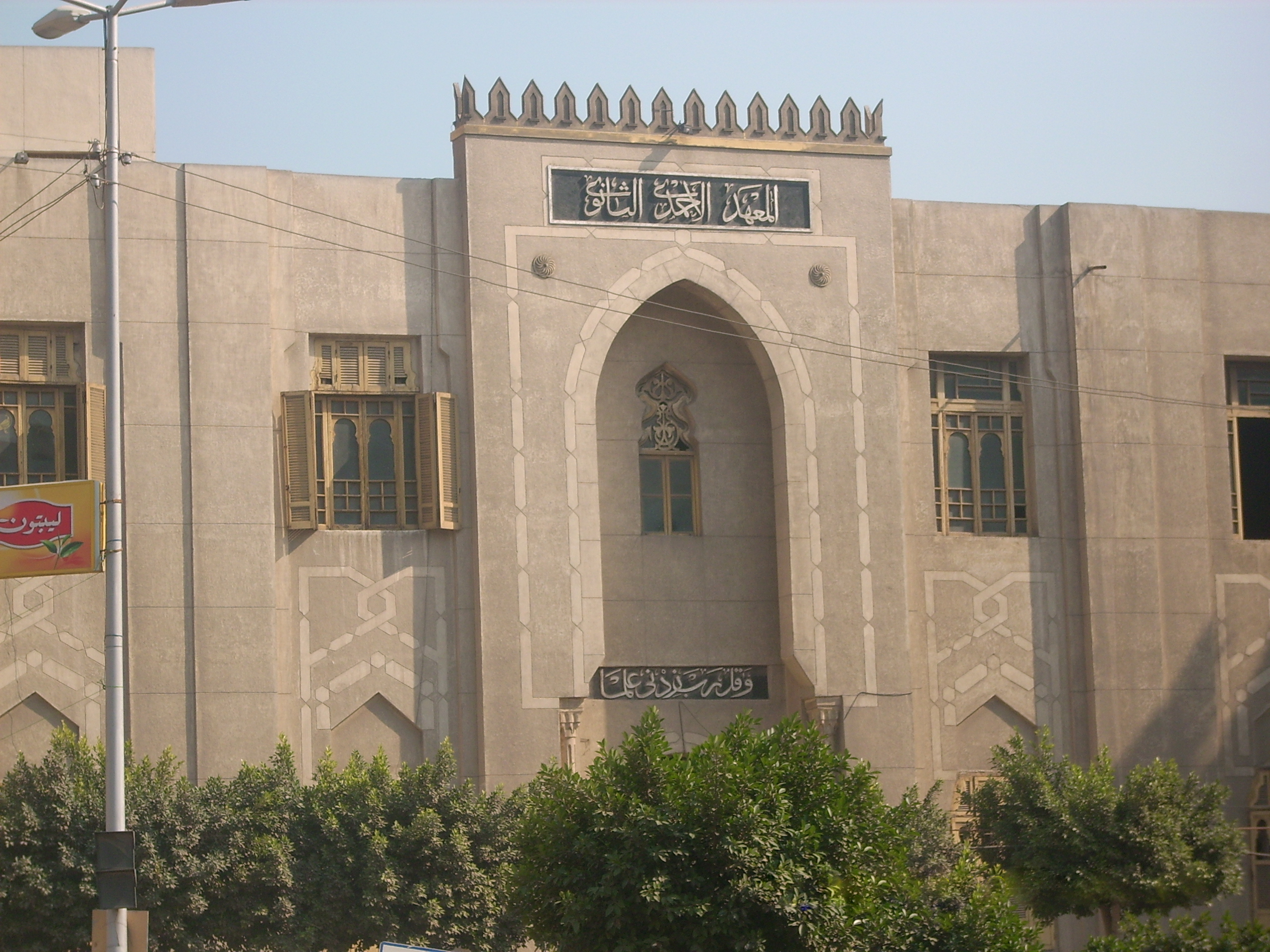
واجهة المعهد الأحمدي بطنطا.

بلغت نسبة الأمية في المحافظة 14,41% في عامي 24/2023، أي ما يعادل 29,70 ألف نسمة. ذُكر في بيانات تعداد 2017 أن من جملة عدد سكان المحافظة فوق العشر سنوات (3,842,713 نسمة) يوجد 822,781 شخص أمي، و385,548 شخص يقتصر مستوى تعليمهم على الابتدائية، و239,846 شخص حاصلين على الشهادة الثانوية، و995,323 شخص ذوي تعليم فني متوسط وهي الشريحة التعليمية الأكبر بالمحافظة، وأخيرا ذوي المؤهل الجامعي 521,508 نسمة.
توجد نسبة معتبرة من المتسربين من التعليم (فوق أربع سنوات) عدد من التحق منهم وتسرب 352,742 ومن لم يلتحق عددهم 1,008,261 نسمة. حصلت المحافظة على الترتيب الأول على الجمهورية في مبادرة حياة كريمة وذلك لجهود المحافظة بمحو أمية 220,000 ألف مواطن خلال الثلاث سنوات السابقة لعام 2024.

### التعليم ما قبل الجامعي
يوجد في المحافظة 2457 مدرسة و810 معهد أزهري. عدد طلاب المدارس الحكومية 1084.84 ألف طالب، وطلاب المعاهد الأزهرية 188.99 ألف طالب. يوجد فيها 196 مدرسة فنية في العام الدراسي 24/2023، أغلبها مدارس صناعية أو تجارية وعدد قليل منها فندقية أو زراعية، ويدرس بهذه المدارس 107.39 ألف طالب سنويًا. تعاني المحافظة من زيادة كثافة الفصول عما تستهدفه وزارة التعليم، وهو ألا يزيد متوسط كثافة الفصول عن 40 طالب لكل فصل. في حين يبلغ متوسط كثافة المدارس الابتدائية في المحافظة 50 طالب لكل فصل، ومتوسط كثافة المدارس الإعدادية 45,7 طالب لكل فصل. أما متوسط كثافة المدارس الثانوية فيبلغ 39,2 طالب لكل فصل في حين من المفترض أن تكون 36 طالب لكل فصل، في عدد مدارس جميع المراحل التعليمية نسب عجز أيضا.

### التعليم الجامعي

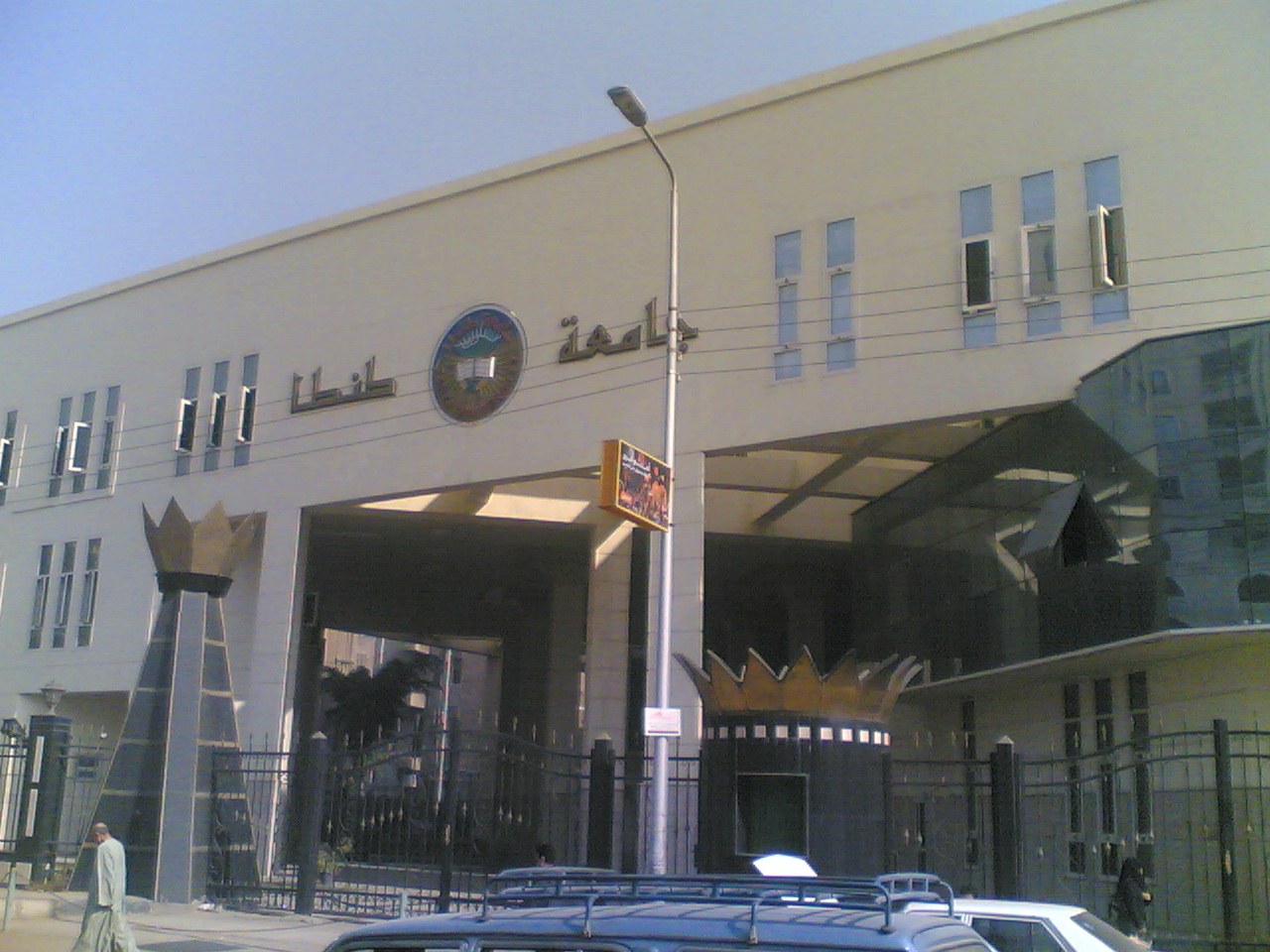
واجهة جامعة طنطا.

الجامعة الحكومية الوحيد في الغربية هي جامعة طنطا، بدأت الجامعة بكلية طب تتبع لجامعة الإسكندرية في عام 1962، ثم انفصلت وأصبحت جامعة منفردة باسم جامعة وسط الدلتا في عام 1972، تغير اسمها إلى جامعة طنطا عام 1973. تضم في الوقت الحالي 16 كلية هي: الطب البشري والعلوم والتربية والتجارة والصيدلة وطب الأسنان والآداب والحقوق والتمريض والهندسة والزراعة والتربية الرياضية والتربية النوعية وكلية الحاسبات والمعلومات وكلية الفنون التطبيقية بالإضافة إلى معهد فني تمريض.
يوجد 4 كليات تابعة لجامعة الأزهر بالمحافظة ثلاثة منها بطنطا وهي كلية أصول الدين والدعوة التي تأسست في عام 1976، وكلية الشريعة والقانون التي أُسست في عام 1978، وكلية القرآن الكريم للقراءات وعلومها التي أسست في 30 سبتمبر 1991، وكلية الاقتصاد المنزلي بقرية نواج. يقتصر التعليم العالي الحكومي في باقي المحافظة على المعاهد باستثناء جامعة الغربية التكنولوجية بسمنود التي أنشئت في عام 2021، والكلية التكنولوجية بالمحلة الكبرى.
أعلنت جامعة طنطا في سبتمبر 2020 عن موافقتها على إنشاء جامعة طنطا الأهلية بمجمع الكليات بسبرباي، ثم وافقت وزارة التعليم العالي والبحث العلمي على إنشائها في عام 2025. يفترض أن تضم الجامعة عشر كليات هي كلية الطب وكلية طب الأسنان وكلية الصيدلة وكلية التمريض وكلية الهندسة وكلية الحاسبات والذكاء الاصطناعي وكلية العلوم وكلية العلوم المالية والإدارية وكلية العلوم الاجتماعية والإنسانية وكلية الألسن. لي المحافظة جامعة خاصة وحيدة هي جامعة السلام أنشئت في عام 2018، موقعها عند تقاطع الطريق الزراعي مع طريق إيبار ديما.

## المحافظون

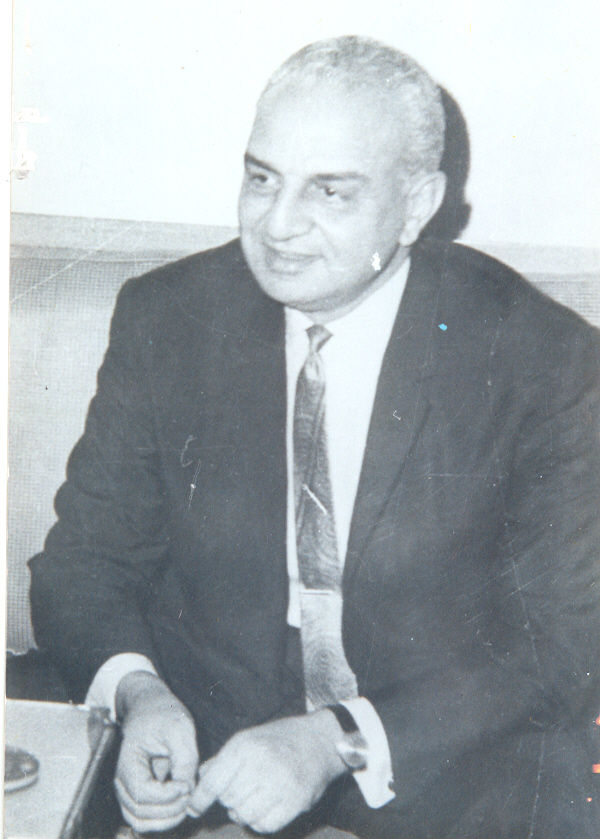
ممدوح سالم الذي شغل منصب محافظ الغربية ثم أصبح رئيس وزراء مصر في عهد السادات.

المحافظ هو ممثل السلطة التنفيذية في المحافظة ورئيس المجلس التنفيذي للمحافظة، ويعينه أو يعفيه من منصبه رئيس الجمهورية.
| الاسم                            | بداية الفترة   | نهاية الفترة   |
| -------------------------------- | -------------- | -------------- |
| عمر محمد زعفان                   | 10 سبتمبر 1960 | 21 نوفمبر 1963 |
| محمد فريد سلامة                  | 21 نوفمبر 1963 | 14 أكتوبر 1965 |
| أحمد محمد علي                    | 14 أكتوبر 1965 | 26 يناير 1967  |
| وجيه محمد إبراهيم رشدي           | 26 يناير 1967  | 8 مايو 1968    |
| محمد وجيه توفيق أباظة            | 8 مايو 1968    | 23 أغسطس 1970  |
| ممدوح سالم                       | 23 أغسطس 1970  | 18 مارس 1971   |
| محمد علي بشير                    | 18 مارس 1971   | 18 يونيو 1971  |
| محمد محب محمد زكي                | 18 يونيو 1971  | 4 أبريل 1973   |
| أحمد السيد عبد الهادي القصبى     | 4 أبريل 1973   | 18 مايو 1982   |
| فكري عبد الحميد محمد أحمد        | 18 مايو 1982   | 21 أغسطس 1991  |
| يحيى محمد حسن                    | 21 أغسطس 1991  | 9 أكتوبر 1991  |
| ماهر محمد سليمان الجندي          | 9 أكتوبر 1991  | 9 يوليو 1997   |
| أحمد عبد الحميد عبد الغفار       | 9 يوليو 1997   | 31 أكتوبر 1999 |
| فتحي السيد إبراهيم سعد           | 31 أكتوبر 1999 | 15 يوليو 2004  |
| الشافعي عبد الحي سليمان الدكروري | 15 يوليو 2004  | 17 أبريل 2008  |
| عبد الحميد على حسين الشناوي      | 17 أبريل 2008  | 19 أبريل 2011  |
| محمد مصطفى الفخرانى              | 19 أبريل 2011  | 7 أغسطس 2011   |
| محمد عبد القادر عبد الله         | 7 أغسطس 2011   | 16 يونيو 2013  |
| أحمد محمد أحمد البيلي            | 16 يونيو 2013  | 13 أغسطس 2013  |
| محمد محمد عبد المنعم نعيم        | 13 أغسطس 2013  | 7 فبراير 2015  |
| سعيد مصطفي كامل                  | 7 فبراير 2015  | 26 ديسمبر 2015 |
| أحمد ضيف صقر                     | 26 ديسمبر 2015 | 30 أغسطس 2018  |
| هشام السعيد محمد السيد           | 30 أغسطس 2018  | 27 نوفمبر 2019 |
| طارق رحمي                        | 27 نوفمبر 2019 | 3 يوليو 2024   |
| أشرف الجندي                      | 3 يوليو 2024   | في المنصب      |